# Héraklész
Héraklész (görög betűkkel: Ἡρακλῆς; újgörögösen: Iraklísz; latinosan Hercules; magyarosan: Herkules), születési nevén Alkaiosz (Ἀλκαῖος) görög mitológiai hős, Zeusz és Alkméné tirünszi királyné gyermeke. Kaiszareiai Euszebiosz számításai szerint i. e. 1264-ben született, és i. e. 1226-ban halt meg. Ez a számítás sokáig nagyon korai időpontnak tűnt, de a trójai háborúra vonatkozó mai ismereteink szerint inkább meglepően pontos.
A görög mondavilág egyik legismertebb alakja ma is. Ellentmondásos figurája a mitológiának, személyisége és legendáriuma összetett: szinte minden mondakörben megjelenik, és mintegy összefogja, összeköti a bronzkori görögföld meséit. Ezek közt van a thébai mondakör, a kalüdóni regék, Mükéné, Argosz, Trója és Pülosz is. Ezek a kapcsolatok kiválóan elhelyezik Héraklészt a bronzkori görög regék időrendjében: Thébaiban akkor nősült, amikor a Hetek hadjárata után Kreón lett a király, de még az előtt, hogy az epigonok háborújában végül elfoglalták volna. Egyidős Tüdeusszal és Thészeusszal, kissé idősebb a következő generáció trójai hőseinél. Zeusz kedvelt fiaként végül elnyerte a halhatatlanságot és az olümposzi istenek kapuőre lett.

## Fiatalkora

### Születése
Thébaiban látta meg a napvilágot. Anyja, Alkméné várandósan akkor menekült ide férjével, Amphitrüónnal együtt Tirünszből, amikor a férfi egy veszekedés során megölte apósát, Élektrüónt. A család félt Élektrüón testvérének, Szthenelosznak bosszújától. Zeusz tudott Héraklész születéséről és nem csak azért, mert az istenek királyaként mindenről tudott, hanem azért is, mert Alkméné az ő fiával volt várandós. Alkméné nagyon tetszett a főistennek – bár egyébként déd- és ükunokája is egyben a királyné –, ezért amikor Amphitrüón épp Alkméné kezének elnyeréséért harcolt és a menyasszony epedve várta vőlegénye hazatértét, Zeusz magára öltötte Amphitrüón alakját. Így minden nehézség nélkül bejutott a nő hálószobájába. Az éjszaka hosszát háromszorosra nyújtva egész éjjel szeretkezett vele.

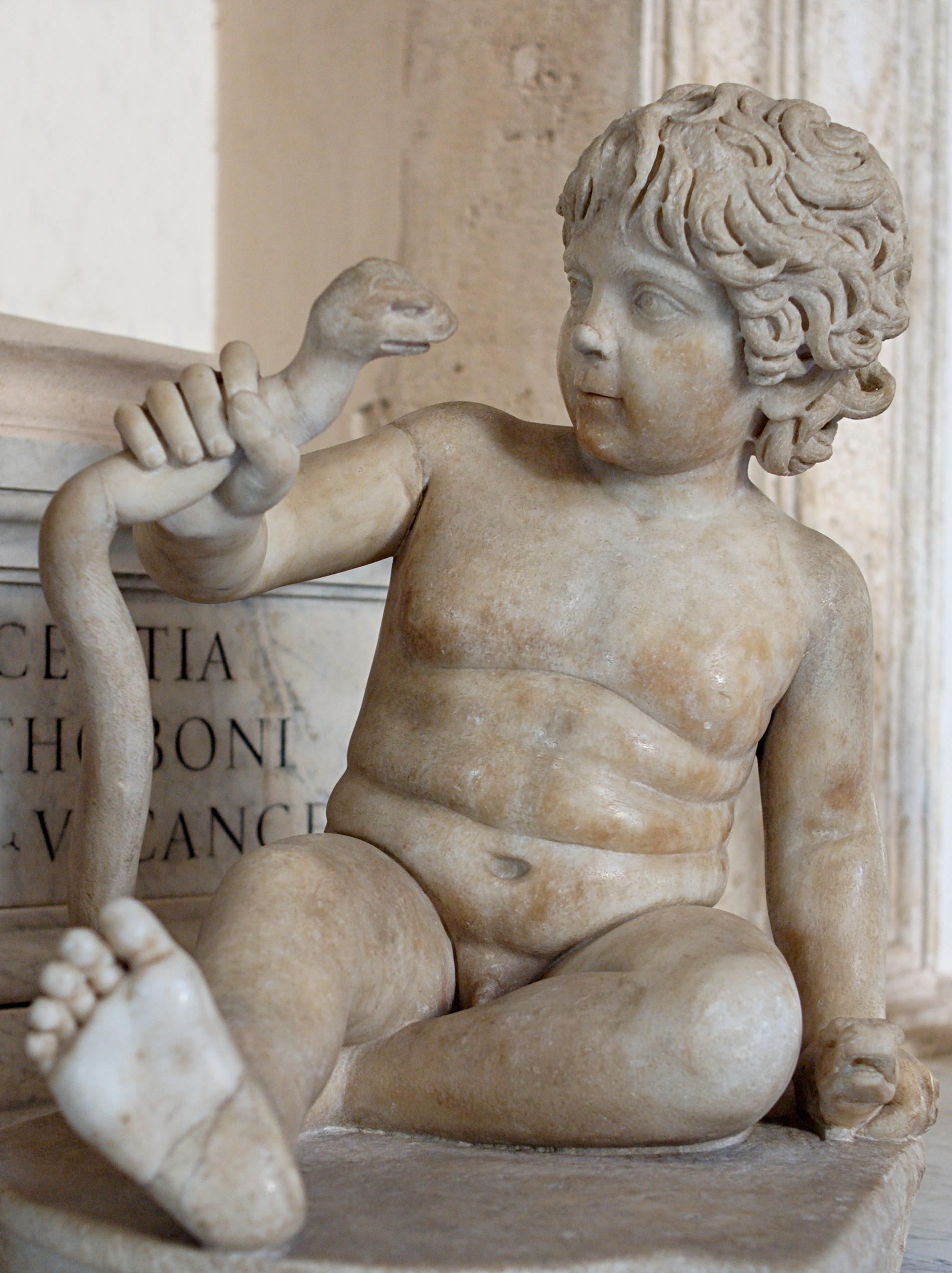
Héraklész gyermekként a kígyóval

Mikor elérkezett a nap, hogy Héraklész megszülessen, Zeusz nem tudta tartóztatni magát, és az istenek tanácsában azt jósolta, hogy aznap jön világra a legnagyobb hős és Perszeusz ezen sarja lesz Mükéné királya. Héra azonnal megsejtette, hogy ismét szerelmi kalandról van szó – Perszeusz is Zeusz fia volt –, bosszút esküdött. Tettetvén, hogy nem hisz férje jóslatának, kicsikart belőle egy esküt, hogy aki aznap fog születni, valóban uralkodni fog minden férfi fölött, még ha Zeusz nemzetségéből származnak is. Até tanácsára Zeusz megesküdött erre, Héra pedig azonnal intézkedett, hogy Szthenelosz felesége, Nikippé – aki még csak 7 hónapos terhes volt – még aznap megszülje fiát, közben Alkméné szülését Eileithüia késleltette, ezért Héraklész háromnapos vajúdás után jött a világra. Ezután az eskünek megfelelően Zeusz fia, Héraklész a gyenge és halandó Eurüsztheusznak a szolgájává lett. Zeusz mérgében lehajította az Olümposzról Atét, aki azóta az emberek közt jár.
Születésének történetén újabb csavart tesz az, hogy Héraklésznek volt egy félig-meddig ikertestvére; ugyanis azon az éjszakán, amikor Alkméné Zeusszal hált, lefeküdt férjével is, így lett féltestvére Iphiklész.
Születésekor Héraklész a nagyapja, Alkaiosz tirünszi király után kapta eredeti nevét. Héraklészként csak később kezdték el emlegetni, mondván Héra által vívta ki dicsőségét. Tény az, hogy Héra e dicsőséghez akaratán kívül járult hozzá, hiszen a férje hűtlenségét akarta megbosszulni rajta, és mindig csapdákat eszelt ki Héraklésznak, de ő sikeresen vette az akadályokat.  Héraklész még a bölcsőben feküdt, amikor Héra két kígyót küldött elpusztítására, de ő mindkettőt megfojtotta. Phereküdész szerint a kígyókat Amphitrüón tette az ágyába, mert tudott arról, hogy a gyermek fattyú.

### Nevelkedése
Ereje és ügyessége ámulatba ejtette Amphitrüónt, és gondoskodott róla, hogy a fiú a legjobb tanítást kapja, jobbat, mint tulajdon fia, Iphiklész. Az ifjú Héraklészt a dioszkuroszok közül Kasztór fegyverforgatásra, Polüdeikész ökölvívásra tanította, nyilazásra az oikhaliai király, Eurütosz, bölcsességre Zeusz igazságos fia, Rhadamanthüsz oktatta. Zenélni pedig Orpheusz testvérétől, Linosztól tanult. Héraklész jó tanítványnak bizonyult, egyedül a lantjátékkal nem boldogult. Egyszer tanára megdorgálta ezért, mire Héraklész akkorát ütött rá a lantjával, hogy azonnal meghalt. Apollodórosz szerint Linosz ütötte meg először, és a rá jellemző hirtelen haragjában ütött vissza.
Amphitrüón látva a hatalmas erőt és szörnyű viselkedést, úgy döntött, messzire száműzi Héraklészt; elküldte a marhacsordájához, hogy ott a jószágokat legeltesse. Jól érezte magát itt és szerette is, amit csinál, csak az nyugtalanította, hogy garázdálkodik a Kitharion-hegyen egy oroszlán, ami egyaránt pusztítja a jószágokat és embereket. Ezért úgy döntött, végez vele. A Kitharion felé haladva Theszpiosz, Theszpiai királya vendégelte meg ötven napra. Theszpiosz elhatározta, hogy mind az ötven leányának Héraklésztől kell gyermeket szülni, ezért minden éjszaka egy másik leányát küldte be hozzá. Héraklész közben abban a hiszemben volt, hogy a király egyetlen leánya járt nála éjjelente.

### Az első hőstettek és a mitikus konfliktus
Az oroszlán leterítése után a lenyúzott bőrt köpenyként, a koponyát és a felső állkapcsot sisakként használta. 18 éves koráig élt a hegyen, amikor úgy döntött, otthagyja és szétnéz a nagyvilágban, és feleséget keres magának. Négy könyök magasnak írják le, a görög könyök 48 centiméteres, így a közelítő adat alapján 180-190 cm magasra nőtt. Egy óriási kőrisfa törzséből dorongot faragott magának, az oroszlán bőrét a vállára terítette, Hermésztől kardot, Apollóntól íjat és nyilakat, Héphaisztosztól arany páncélt, Pallasz Athénétől peploszt kapott, és elindult Thébai felé.

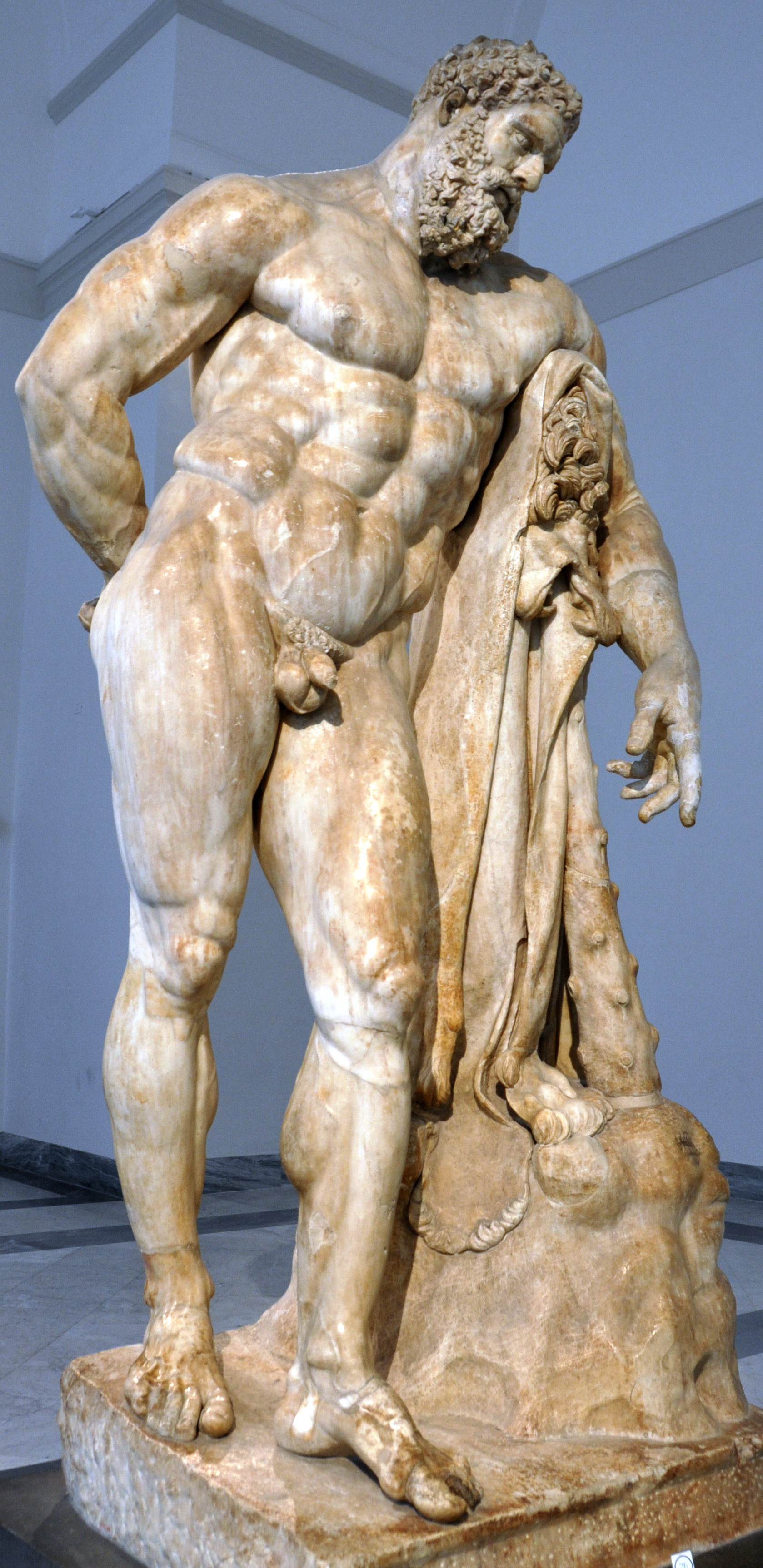
A Farnese-Hercules

Az úton találkozott Erginosz orkhomenoszi király adószedőivel, s kiderült, hogy ők is Thébaiba tartanak, hogy elvigyék azt a 100 ökröt, amit Kreón thébai király azóta fizetett, amióta Erginosz legyőzte őt. Mivel Héraklész nem tartotta igazságosnak az adót és az adószedők sértegették is, ezért Héraklész levágta fülüket és orrukat, és hátrakötözött kézzel küldte őket haza.
Nemsokára Erginosz válaszolt a sértésre és hadseregével megjelent Thébainál. A város védelmét Héraklész látta el, és arra kötelezte a legyőzött Erginoszt, hogy kétszer annyit adjon vissza Thébainak, amennyit ő addig elvett tőlük. Kreón király hálából neki adta lányát, Megarát és fele palotáját, Héraklész pedig letelepedett Thébaiban. Nemsokára három gyermek apjának mondhatta magát. (Thérimakhosz, Kreontiadész és Délikoón)
Héra – látva Héraklész sikereit – újra közbeavatkozott. Mivel tudta, hogy erejétől nem foszthatja meg, ezért tébolyt bocsátott rá. Előzménye volt ennek, hogy Lükosz Héraklész halálhírét hallotta, majd Kreónt letaszította a trónról. Megarát és gyermekeit is meg akarta ölni, mert félt, hogy Kreón unokái egyszer majd bosszút állnak rajta. Héraklész hazatért, és leszámolt Lükosszal, de őrültségi rohamában saját kezűleg végzett mindhárom gyermekével és testvérének, Iphiklésznek is megölte két gyermekét.
És ekkor jött Héra igazi bosszúja; ezek után újra megvilágosította Héraklész elméjét. Mint mindenkinek, aki gyilkosságot követett el, el kellett hagynia a várost, ekkor hagyta el feleségét, Megarát is szégyenében. Héraklészt nagyon megviselte szörnyű tette, és Delphoiba indult, hogy magától Apollóntól kérjen tanácsot, hogyan szabadulhatna meg bűnétől. Az isten Püthián keresztül azt mondta, menjen el Mükéné királyához, Eurüsztheuszhoz, és szegődjön a szolgálatába tizenkét évre, és ha elvégez tíz feladatot, amit Eurüsztheusz határoz meg, akkor megtisztul a gyalázattól és bűntől, és elnyeri a halhatatlanságot. Püthia ekkor nevezte először Héraklész néven.
A tíz munkából végül tizenkettő lett, mert Eurüsztheusz kettőt nem fogadott el.

## A 10 + 2 feladat
Héraklész nagyapja, Élektrüón tirünszi várában telepedett le, és szolgálatteljesítésre jelentkezett Eurüsztheusznál, akit – látva Héraklész hatalmas termetét – elfogott a rettegés, nem is mert szemtől szembe beszélni a hőssel; parancsait egy szóvivővel, Kopreusszal tudatta. A próbákat végül Héra segítségével találta ki.
A feladatok nem mindenhol ugyanúgy követik egymást. Apollodórosz sorrendje szerint:

### Első feladat: a nemeai oroszlán

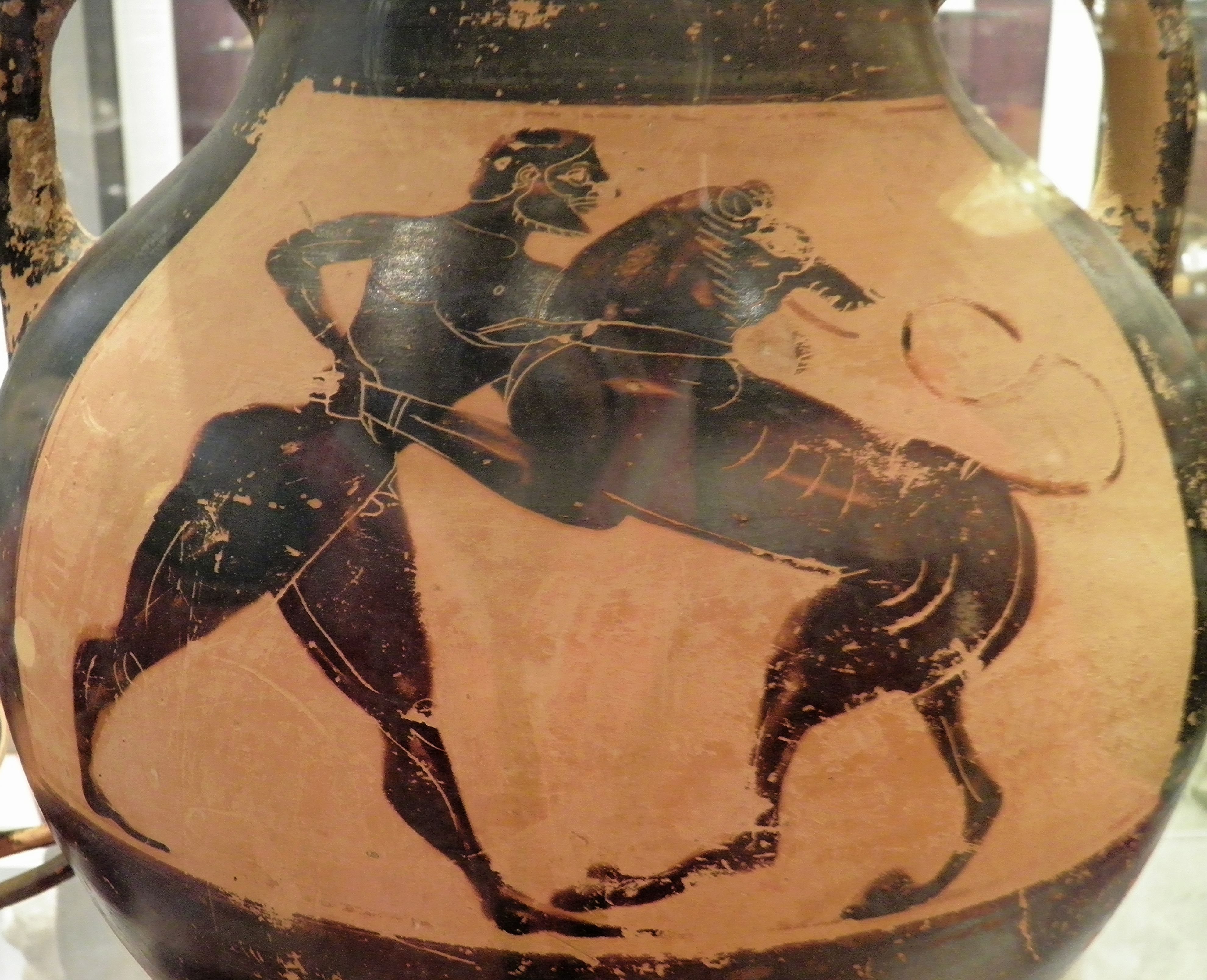
Héraklész megöli a nemeai oroszlánt, athéni feketealakos váza I. e. 6. század

Az első feladata az volt, hogy ölje meg a nemeai oroszlánt, ami Nemea egész vidékét rettegésben tartotta. Kétszer akkora volt, mint a többi oroszlán, és bőrén nem hatoltak át a nyilak, vagyis sebezhetetlen volt. Héraklész kifigyelte az állat rejtekhelyét, hatalmas dorongjával rávetette magát, egy óriási ütéssel elkábította, majd megfojtotta. A tetemet a vállára vette, és úgy ment vissza Mükénébe. Eurüsztheusz megrettent a hatalmas állat láttán, de az még jobban megijesztette, hogy szolgájában micsoda erő rejtőzik. Elismerés helyett kitiltotta Héraklészt a mükénéi várból, és közölte vele, hogy elegendő lesz, ha ezután a munkák elvégzésének bizonyítékait elhozza a várfalak alá, és ő majd fentről ellenőrzi azokat.
E kaland emlékére került az égre az Oroszlán csillagkép.

### Második feladat: a Hüdra

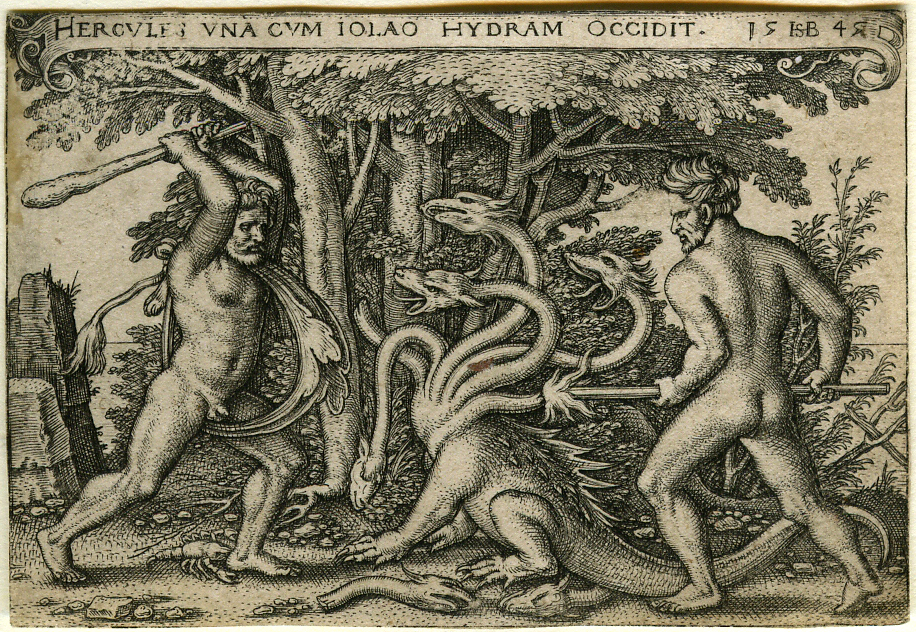
Beham, (Hans) Sebald (1500-1550): Héraklész megöli Hüdrát, 1545

A második munkája az volt, hogy a nemeai oroszlán testvérét, a lernéi víziszörnyet, a kilencfejű – a középső feje ráadásul halhatatlan – Hüdrát győzze le. A szörny az argoliszi Lerné város melletti mocsárban élt, és az egész környéket pusztulással fenyegette, embereket és állatokat egyaránt pusztította, és a közelben élők nem tudtak mit tenni ellene. Héraklész megtudta, hogy Hüdrát egy hatalmas, éles ollójú rák is segíti, ezért ő is segítőtársat vett maga mellé, unokaöccsét, Iolaoszt, Iphiklész fiát.
Az Amümóné-forrás mellett talált rá Hüdrára. A mocsár mögötti erdőt felgyújtotta, hogy elvágja a menekülési útvonalát, majd a tűzben izzított nyilaival támadást indított ellene. A nyilak nem okoztak sérülést, csak felbosszantották Hüdrát, aki Héraklészra vetette magát. Héraklész ugyan rögtön levágta az egyik fejét, de helyébe kettő nőtt. A rák ekkor Hüdra segítségére sietett, de ahogy Héraklész lábába vágta ollóját, Iolaosz agyoncsapta. Egy másik változat szerint, Héraklész egy hatalmasat lépve eltaposta. A meglepett Hüdra kereste segítőjét, de nem találta. Ekkor Héraklész egy lángoló fadarabbal leégette egyik fejét, és nem nőtt új helyébe.
Ezzel rájött a megoldásra, és sorra vágta le a fejeket, Iolaosz pedig tűzzel pusztította el az új fejek csíráit. Végül levágta halhatatlan fejét is, majd az üszkös maradványokat gyorsan elásta az Elaiuszba vezető út mellett, és egy hatalmas követ görgetett rá. Magát a tetemet darabokra vágta, és az epéjében megmártotta nyilait. Ezekkel a nyilakkal ejtett sebek gyógyíthatatlanok voltak (később ezzel sebesítette meg véletlenül Kheirónt és Pholoszt). Ezután visszatért Mükénébe, de Eurüsztheusz nem fogadta el a próbát, mivel volt egy segítőtársa.
Ez a feladat is gyarapította az égen a csillagok számát. A Hydra és a Rák csillagképek formájában Hüdra és a rák is felkerült közéjük.

### Harmadik feladat: a kerüneiai szarvas

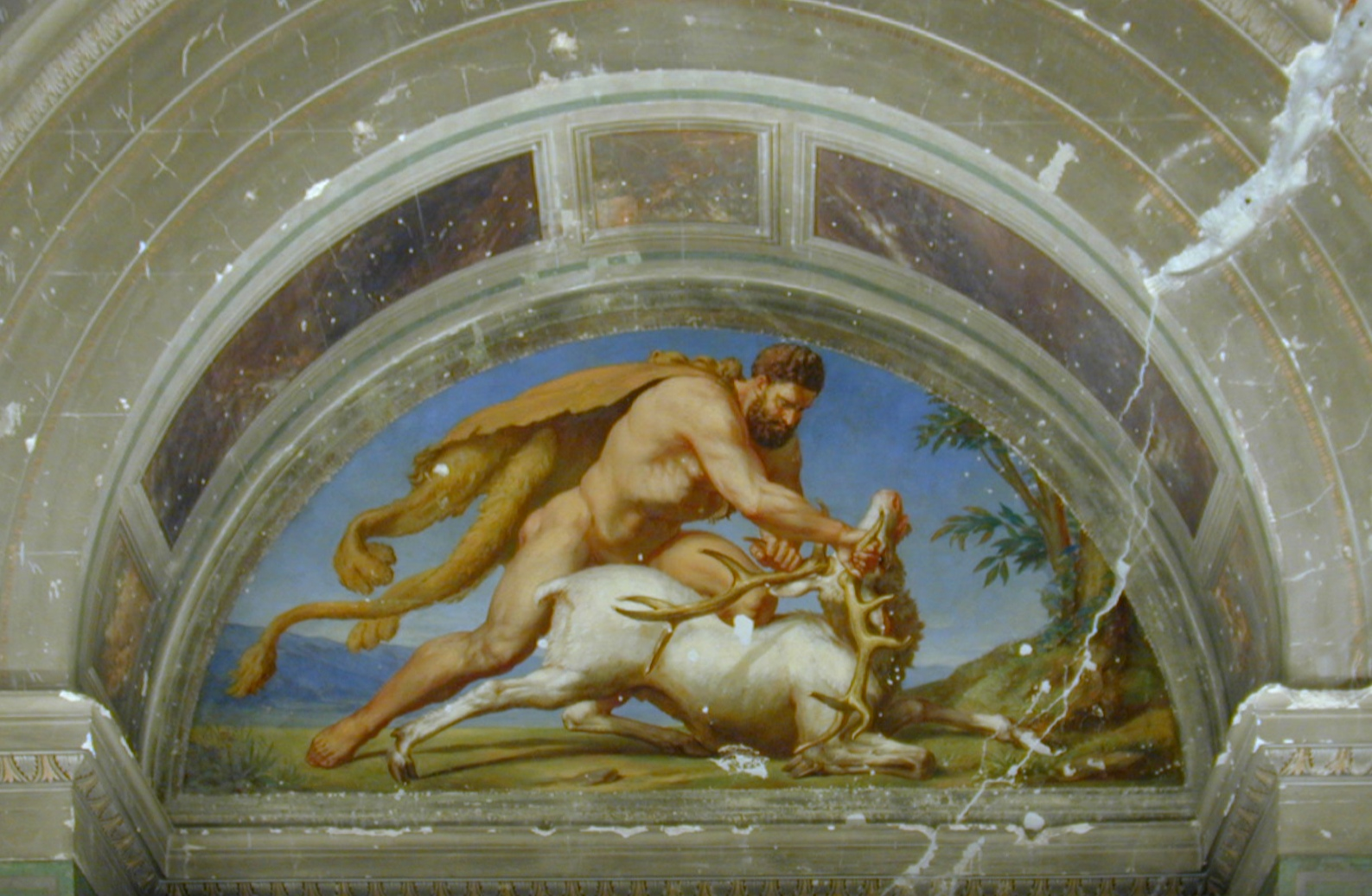
Adolf Schmidt: Héraklész elfogja a szarvasünőt (Berlin, Neues Museum)

A harmadik feladata az volt, hogy élve befogja Artemisz istennő Kerüneiában (Akhaia és Árkádia határán, Oinoé közelében) élő aranyszarvú és rézlábú szarvasünőjét. Eurüsztheusz abban reménykedett, hogy Artemisz megharagszik Héraklészre. Az ünő a legóvatosabb állat volt az egész világon, és minden apró nesztől eliramodott, elfogását az is nehezítette, hogy rendkívül gyors volt. Kerek egy évig üldözte Héraklész, míg végül az Artemiszion-hegyen sikerült elfognia. Az állat szintén Mükénébe került. Héraklész, hogy elkerülje az istennő haragját, engesztelésül gazdag áldozatot mutatott be, és az istennő megbocsátott neki.
Más változatban amikor – vállán a szarvassal – Árkádián keresztül Mükéné felé tartott, összetalálkozott Artemisszel és Apollónnal. Ekkor Artemisz kérdőre vonta, Héraklész pedig Eurüsztheuszra és a végzetre hivatkozott, valamint arra, hogy nem ölte meg az állatot, és az istennő megbocsátott neki.

### Negyedik feladat: az erümanthoszi vadkan

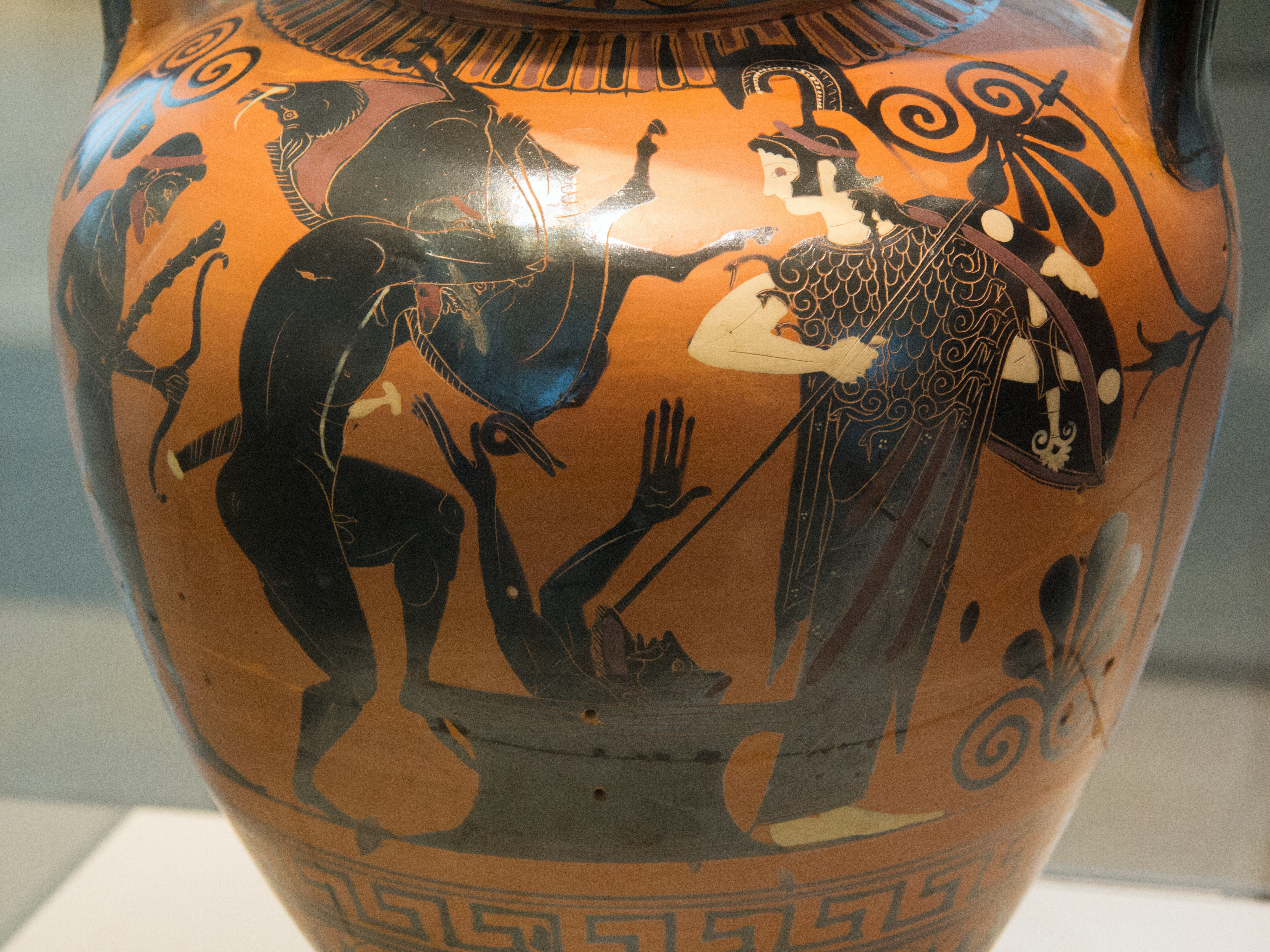
Héraklész bemutatja Eurüsztheusznak az erümanthoszi vadkant, feketealakos vázafestmény i. e. 550 (London, British Múzeum)

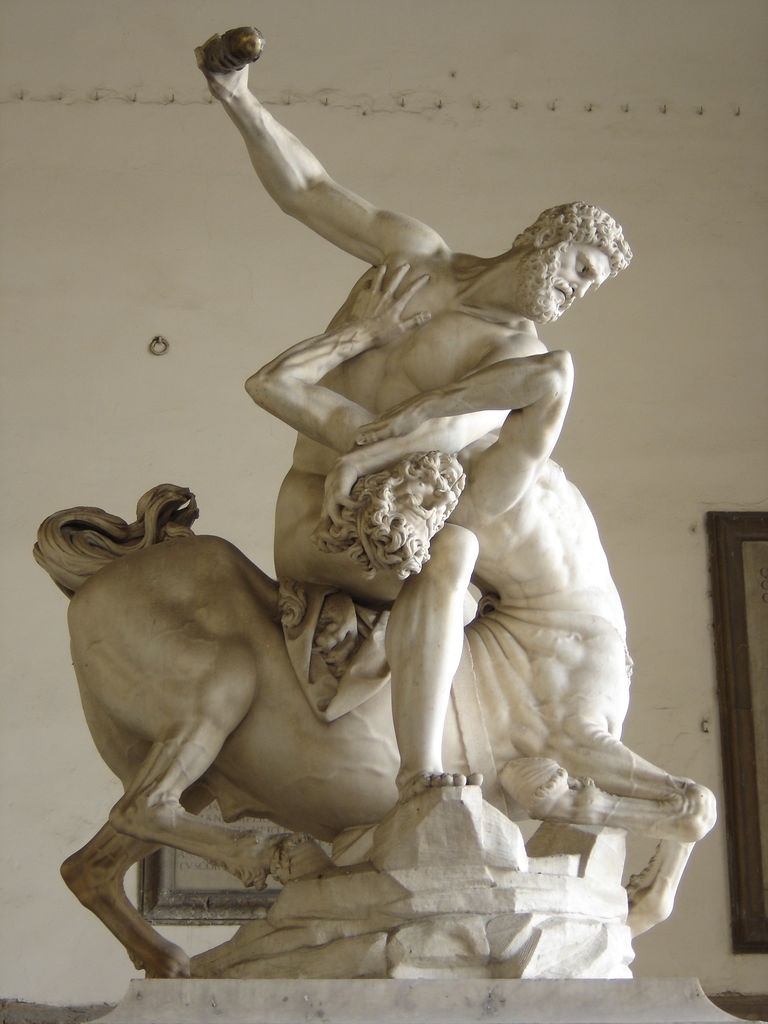
Héraklész harca a kentaurral

Negyedik feladataként el kellett fognia az erümanthoszi vadkant. A vadkan Pszóphisz város környékét tartotta rettegésben, amikor lejött az Erümanthosz-hegyről és hatalmas agyarai halált hoztak emberre és állatra egyaránt. A vérengző vadat az erümanthoszi erdőkből a magas hegyekbe csalta, és ott egy óvatlan pillanatban belelökte egy hóval teli árokba. A vadkan teljesen kimerült, így Héraklész élve elfoghatta, megkötözte lábait és Mükénébe vitte. Eurüsztheuszt elfogta a rettegés a hatalmas állat láttán, félelmében egy bronzhordóban (vázában) keresett menedéket, és onnan könyörgött Héraklésznak, hogy tűnjön el az állattal együtt Mükéné falai közül. Hálából egy sokkal kevésbé veszélyes feladatot választott neki.
A vadkan keresése alatt keresett szállást Pholosz kentaurnál. Ekkor történt az a tragikus epizód, aminek során Pholosz és Kheirón is meghalt. A Kentaur csillagkép eredetének magyarázatai közül az egyik szerint Kheirón került fel az égre, vagy a Nyilas csillagképben, ez esetben Pholoszé a kentaur.

### Ötödik feladat: Augeiasz istállója

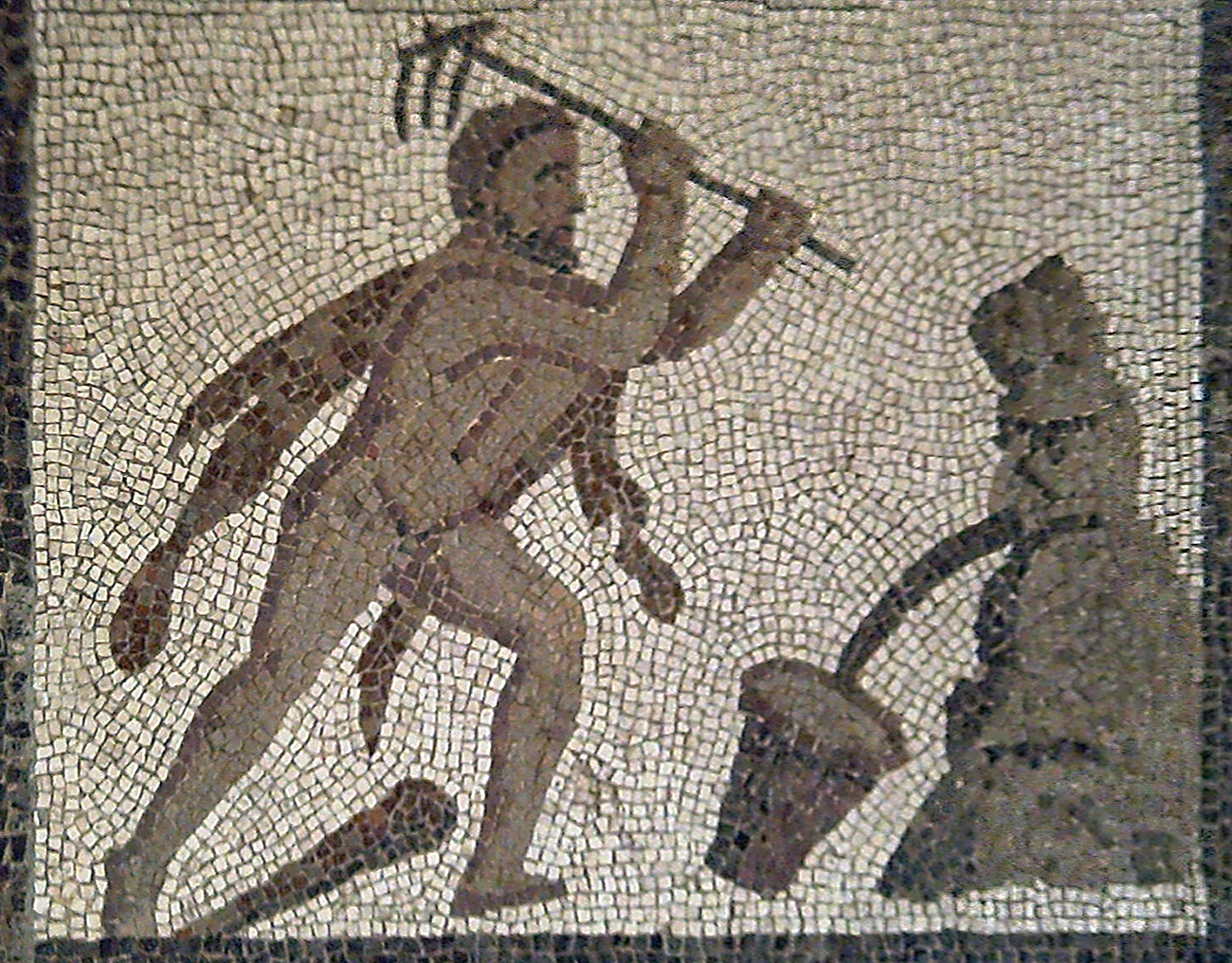
Héraklész Augeiasz istállójában. Madridi mozaik

Az ötödik feladatában ki kellett takarítania Augeiasz istállóját egy nap alatt. Augeiasznak hatalmas csordája volt, istállóját pedig úgy elborította a szenny és a mocsok, hogy ennek emlékét ma szállóige őrzi, akkor pedig az egész Peloponnészoszt elborította a bűze. Héraklész nem árulta el neki, hogy kötelessége az istállót kitakarítani, ehelyett felajánlotta, hogy egy nap alatt kitakarítja az istállót, ha megkapja a csorda egy tizedét. Szinte lehetetlennek tűnt a feladat teljesítése, Augeiasz tehát beleegyezett a fogadásba. Héraklész Augeiasz egyik fiát, Phüleuszt hívta el tanúnak.
Az állatokat kihajtotta egy közeli legelőre, majd a két közeli folyó – az Alpheiosz és a Péneiosz – melletti alapzatot áttörve a vizüket az istállóba vezette, hogy sodorjon el minden szennyet. A szennyvizet külön árokban vezette el. Este eltorlaszolta az árkot, visszaterelte az állatokat és jelentkezett jutalmáért. Augeiasz közben megtudta, hogy Héraklésznek amúgy is feladata volt kitakarítani az istállót, és megtagadta tőle a jutalmat. Emellé még meg is sértette Héraklészt; azt mondta neki, hogy nem kellene Zeusz fiaként istállók takarításával gyarapítania vagyonát. Ezt a sértést Héraklész évekkel később torolta meg: Augeiasz mellett minden gyermekét és testvérét is megölte, kivéve Phüleuszt. Augeiasz ugyanis azt is letagadta, hogy egyáltalán ígért valamit, de Phüleusz emlékeztette ígéretére. Augeiasz Phüleuszt és Héraklészt is kiüldözte városából. Phüleusz Dulikhionban telepedett le, Héraklész pedig Mükéné felé haladva Ólenoszban Dexamenosz királyt segítette ki azzal, hogy megölte Eurütión kentaurt. Eurüsztheusz ezt a feladatot sem számította be a tíz közé, mivel Héraklész fizetséget kért érte.

### Hatodik feladat: a sztümphaloszi madarak

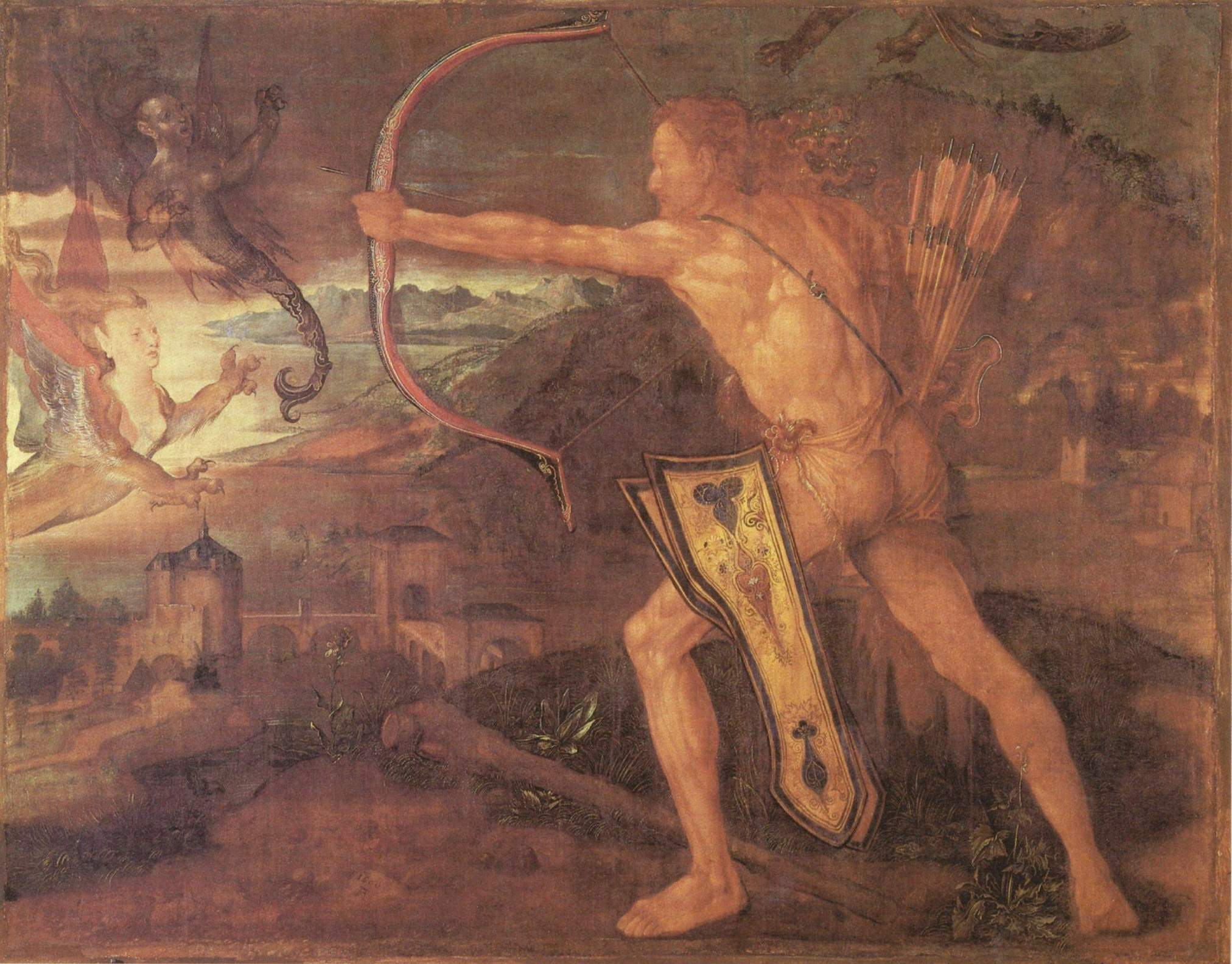
Albrecht Dürer: Héraklész és a sztümphaloszi madarak

Hatodik munkájaként azt kapta, hogy ölje meg a sztümphaloszi húsevő madarakat. Nevüket onnan kapták, hogy Arkádiában, Sztümphalosz város mellett a sztümphaliszi tavak környékén éltek, és nagy pusztulást hoztak a vidékre. Tollaik és karmaik is kemény rézből voltak, s tollaikat úgy lőtték ki a földre mint a puskagolyót. Az ellenük vívott harc szinte kilátástalan volt, mert azt, aki a földről lőtt rájuk, védhetetlen tollzáporral árasztották el. Héraklész ezért felmászott egy fára, ahonnan kereplővel riasztotta fel a madarakat, s mikor már körülötte keringtek, ekkor nyilaival támadt rájuk, és sorban lőtte le őket. Félelem lett úrrá a madarakon, hiszen hiába dobálták a földre tollaikat, ezért messze szálltak Görögországtól, és soha nem tértek vissza.
Más változatban a farkasok elől elbújó madarakat egyáltalán nem találta meg. Végül Athénétől megkapta a Héphaisztosz által rézből készített csattogókat, amelyet a hegyoldalhoz ütögetve sikerült felreppenteni a madarakat. A levegőben szálló állatokat pedig egytől egyig lenyilazta.

### Hetedik feladat: Minósz bikája

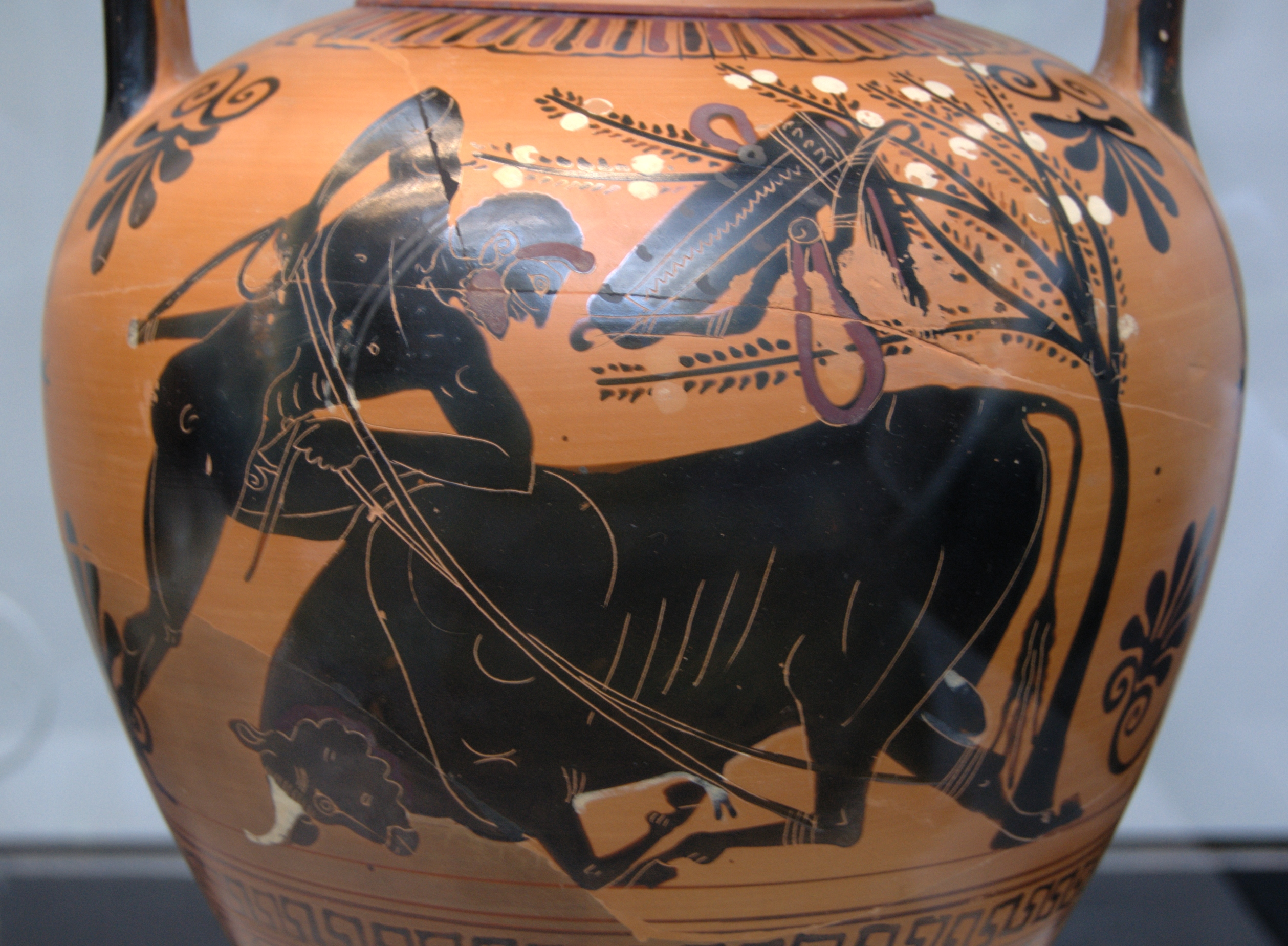
Héraklész legyőzi a krétai bikát

A hetedik próbája a vad krétai bika megszelídítése volt, ami Minósz királytól szökött meg. Ez volt a csorda legerősebb bikája, Akuszilaosz szerint ez volt az a bika, amelyik Európét vitte Zeuszhoz. Ezt a bikát maga Poszeidón küldte Minósznak, hogy áldozza fel tiszteletére, de a király nem akarta feláldozni. Helyette egy saját bikát ajánlott föl az istennek. Poszeidón azonban észrevette a csalást. Először Pasziphaéra küldött őrületet, aki beleszeretett a bikába, így született Minótaurosz. Később a bikát is megvadította, amely fel-alá rohangált a szigeten, és közben mindent pusztított. Héraklész a földre birkózta a bikát, és erős fogásából nem engedve végül a bika feladta a harcot. Lecsillapodva a hátára vette Héraklészt és átvitte őt a Kréta és Argosz közötti tengeren.
Eurüsztheusz azonban szabadon engedte a bikát, ami Athén és Marathón környékén bolyongott, és zaklatta a lakosságot. Később Minósz egyik fiának, Androgeósznak a halála is kapcsolatban állt ezzel a bikával. Végül Thészeusz ölte meg. Az állat a Bika csillagkép formájában az égen is látható.

### Nyolcadik feladat: Diomédész lovai

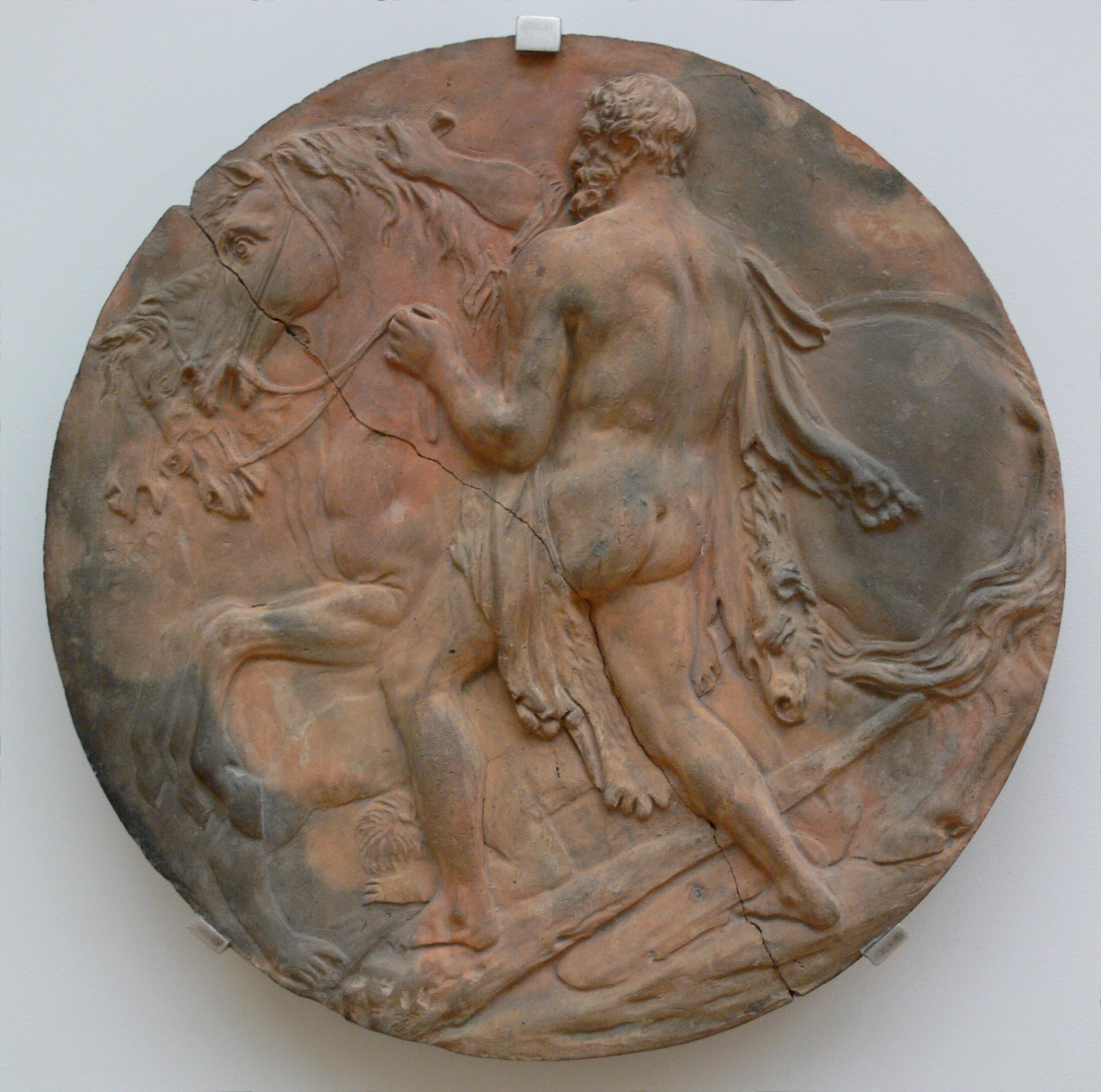
Johann Gottfried Schadow: Héraklész és Diomédesz lovai

Nyolcadik feladatában meg kellett szereznie a trák bisztónok királyának, Diomédésznek emberevő lovait. Héraklész Diomédészt belökte kancái közé, a négy ló pedig felfalta gazdáját, és így sikerült Héraklésznak Mükénébe vezetni a lovakat.
Apollodórosz szerint egészen másképp történtek az események. Kis csapatával az istálló őreit legyőzte, majd elhajtotta a lovakat. A bisztónok üldözőbe vették őket, mire Héraklész kedvesére, Abdéroszra hagyta a lovakat, és visszafordult megküzdeni az üldözőkkel. A lovak a harc közben megették Abdéroszt, amikor közéjük lépett, hogy befogja őket a szekérbe. A bisztónok megfutamodtak, amikor Héraklész megölte Diomédészt. Abdérosz sírjánál várost alapított, Abdérát, majd elvitte a lovakat Eurüsztheusznak. Ő azonban szabadon engedte őket, végül a medvék, oroszlánok és farkasok végeztek az emberevő lovakkal.

### Kilencedik feladat: Hippolüté öve

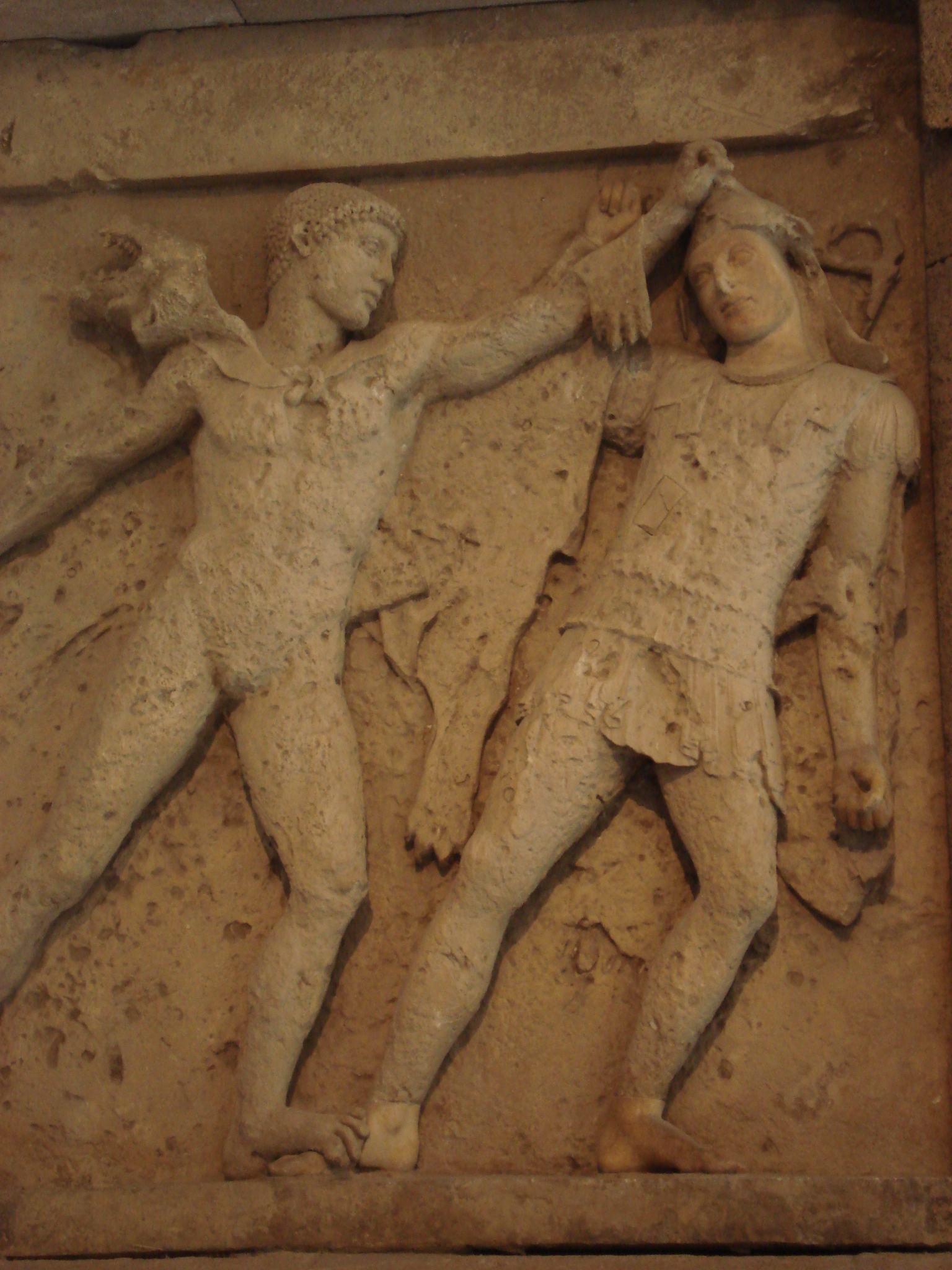
Héraklész egy amazonnal harcol. Görög dombormű az i. e. 5. század közepéről.

A kilencedik munkája az volt, hogy Hippolüté, az amazonok királynője övét kellett megszereznie, mert Admété, Eurüsztheusz leánya szerette volna magáénak tudni. Az övet Arésztől kapták a harcos nők, hogy mindig a legkiválóbb viselje. Önkéntes csapatával Parosz és Müszia érintésével haladt a Thermódón-folyó felé. Müsziában kis kitérővel háborút vívott a bebrüxökkel, Lükosz szövetségében, a meghódított területeket Lükosz Hérakleiának nevezte el.
Amikor hajójuk kikötött az amazonok földjén, Themiszkürában, maga a királynő ment megérdeklődni, mi járatban vannak. Noha a királynő hajlandó lett volna odaadni Héraklésznak az övet, Héra az amazonok között elhíresztelte, hogy Héraklész Hippolüté elrablására készül. Az amazonok megtámadták a hajót, mire Héraklész csapdát gyanított, és megölte Hippolütét. Az övet elvitte Mükénébe.
Hazafelé azonban még útba ejtette Tróját. Itt éppen pestisjárvány volt, amit Apollón küldött, valamint egy víziszörny pusztított, amit Poszeidón uszított rá a városra, mivel a két isten bérét Laomedón nem fizette ki. A trójai uralkodónak azt jósolták, hogy akkor szabadul meg ezektől az átkoktól, ha leányát, Hészionét feláldozza. A kikötött leány annyira megtetszett Héraklésznek, hogy elhatározta a víziszörny megölését. Fizetséget is kért, azokat a lovakat amiket Laomedón Zeusztól kapott. A szörny megölése után Laomedón megtagadta a díj megfizetését, ezért Héraklész azzal távozott, hogy sereggel tér majd vissza.
Útközben Thaszoszban legyőzték a trákokat, akkor a Paroszban hozzá csatlakozó Szthenelosz és Alkaiosz – Androgeósz fiai – itt maradtak uralkodónak. Torónéban Próteusz két fiát győzte le birkózásban, és ez után érkezett vissza Mükénébe Hippolüté övével.

### Tizedik feladat: Gérüón marhái

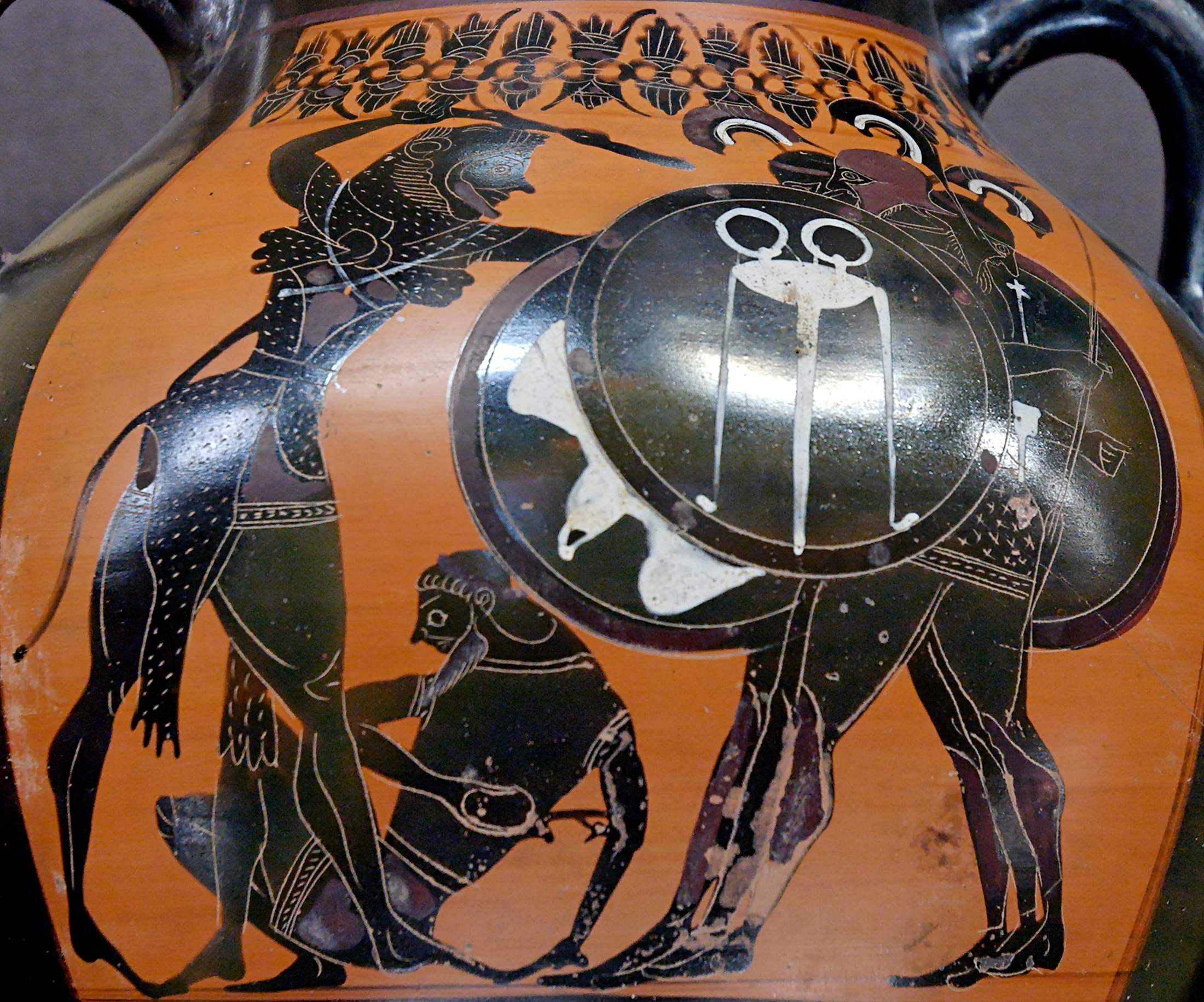
Héraklész és Gérüón egy görög vázafestményen, körülbelül i. e. 540-ből

Tizedik munkájaként el kellett hoznia a mükénéi udvarba a szörny Gérüón bíborszínű marhacsordáját Erütheia szigetéről. Eközben végigment az ismert világ nyugati felén és még azon is túl. Libüa és Európa határán felállította Héraklész oszlopait. Útközben – mivel a Nap nagyon erősen tűzött – nyilaival lövöldözte a Napot. Héliosz a nagy bátorsága miatt egy varázserejű aranyserleggel ajándékozta meg, ezzel kelt át az Ókeanoszon.
A szigetre érve tábort vert, de a marhacsorda éber őrzője, Orthosz, a kétfejű kutya észrevette és megtámadta. Héraklész agyonütötte, majd megölte a csordást is, és elhajtotta az állatokat. Gérüón hamarosan utolérte, de Héraklész lenyilazta. A csordát Héliosz serlegében hajózta Tartésszoszig, ahol visszaadta Héliosznak a serlegét, és gyalog ment tovább Etrurián keresztül. Apollodórosz szerint türrhén, azaz etruszk nyelven a bika szó italosz, ezért nevezték el később a félszigetet Italiának. Egy bika átúszott Szikelosz szigetére is, azaz Szicíliába. Megküzdött Poszeidón három fiával is. Ialebión és Derkünosz még Etruriában próbálták elvenni a marháit, őket megölte, majd később Erüx tényleg ellopta őket, és csak birkózás fejében adta vissza. Eközben a csorda nagy része szétszéledt, a maradékkal hazaért, és Eurüsztheusz feláldozta őket Hérának.
Itáliában Makrobiosz szerint kalandja volt Acca Larentiával, aki Romulus és Remus legendája kapcsán is szóba kerül. Ugyanígy Róma környékén kellett történnie a Kakosz óriással történt összetűzésének, hiszen később azt gondolták, hogy Cacus a Palatinus egyik barlangjában lakott. Kakosz háromfejű, tűzokádó óriás volt, Héphaisztosz és Medusza fia. Ellopott néhány tehenet a csordából, ezért Héraklész agyonverte.

### Tizenegyedik feladat: a heszperiszek almái

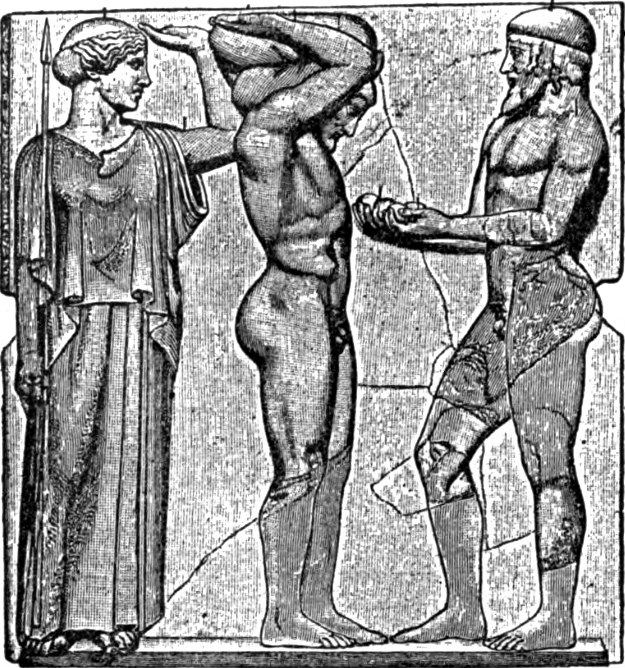
Metopé Zeusz templomáról. Atlasz átadja Héraklésznek a heszperiszek aranyalmáit

Gérüón marháival letelt a tíz feladat, de Eurüsztheusz ebből kettőt nem fogadott el, ezért még kettőre szükség volt. Ráadásul a fogadalmi tizenkét év sem telt még le, csak nyolc év és egy hónap.
Tizenegyedik feladatában meg kellett szereznie a heszperiszek aranyalmáit, amelyet Ladón, a százfejű, halhatatlan sárkány őrzött. Az aranyalmák Gaia nászajándékai voltak Zeusznak, amikor Hérát feleségül vette. A heszperiszek földje felé vezető úton találkozott Arész fiával, Küknosszal, akivel megküzdött. Az aranyalmákhoz vezető utat Néreusztól tudta meg. Libüán keresztülhaladtában birkózott Antaiosszal. Egyiptomban Buszirisz királlyal gyűlt meg a baja, aki évenként egy idegent áldozott Zeusznak, hogy országában elkerülje az aszályt. Busziriszt és fiát, Amphidamaszt megölte. Arábián keresztül ismét Libüába érkezett, és megint megkapta Héliosztól a serleget, majd ezután szabadította ki Prométheuszt.
Ladónnal még Héraklész sem mert megmérkőzni, bár egyes késői Héraklész-interpretációkban a sárkányt Héraklész nyila ölte meg. Prométheusz tanácsára elment Atlaszhoz, aki a heszperiszek apja volt, és megkérte, hogy hozza ki neki az aranyalmákat, cserébe átveszi tőle az égbolt tartását, amíg vissza nem ér. Atlasz boldogan ki is hozta az almákat, de az égboltot már nem akarta visszavenni. Héraklész ezért azt kérte Atlasztól, hogy fogja meg egy pillanatra az égboltot, csak addig, amíg hoz egy párnát a vállaira, mert nagyon nyomja a teher. Atlasz beugrott Héraklész trükkjének, és visszavette az égboltot, ő pedig kereket oldott az almákkal. Mükénébe érve Eurüsztheusz – akinek nem volt szüksége Zeusz és Héra almáira – Héraklésznek ajándékozta, aki viszont továbbadta Athénének. Athéné pedig visszavitte őket a heszperidáknak.
Ladón a Sárkány csillagkép formájában él tovább az égen. Héliosz a már használaton kívüli csodaserleget is az égre helyezte, ez a Serleg csillagkép.

### Tizenkettedik feladat: Kerberosz

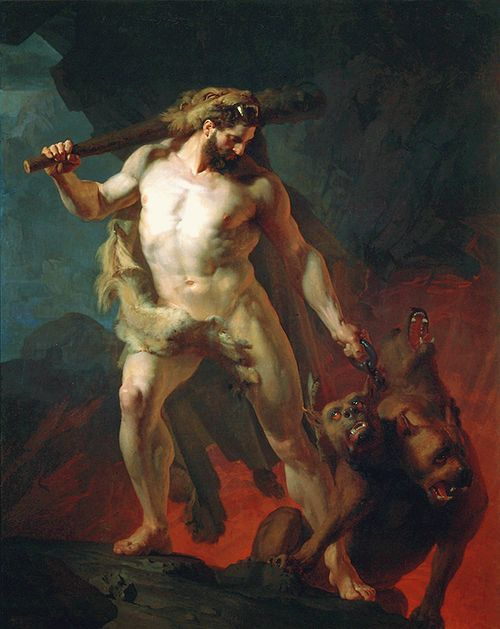
Johann Köler: Hercules elvezeti Cerberust a pokol kapujából (1855)

Tizenkettedik feladata szerint az alvilági három fejű kutyát, Kerberoszt kellett Mükénébe vinnie. Ehhez meg kellett találnia az Alvilág bejáratát, emiatt beavatást kért az eleusziszi misztériumokba. Ehhez pedig előbb a kentaurgyilkosságok bűnétől kellett megtisztulnia. Az Alvilágban sok lélekkel találkozott, egyeseknek segített is, például Aszkalaphoszról elgörgette a sziklát, amit Démétér hajított rá, amikor elárulta leányát, és Thészeuszt visszahozta az Alvilágból. Tehenet áldozott a lelkeknek.
Hadész beleegyezett, hogy elvigye Kerberoszt, de csak akkor, ha puszta kézzel győzi le. Héraklész ekkor beburkolózott a nemeai oroszlán sebezhetetlen bőrébe, megragadta az alvilág őrzőjének két fejét, és addig szorongatta, míg a harmadik fej is megadta magát. Kerberoszt felvitte Mükénébe, majd visszavitte az Alvilágba.

## Tettei a próbák teljesítése után

### Feleségkeresés
A vezeklésképp elvégzett egy tucat feladat után először áldozati tort rendezett, amelyen Eurüsztheusz fiai megsértették, és az ötből hármat ott helyben megölt. Ismét Thébaiba ment, ahol Megarát feleségül adta Iolaoszhoz. Úgy érezte, megtisztult gyermekei megölésének bűne alól, ezért új feleséget is keresett rögtön. Híre azonban megelőzte: hiába győzte le korábbi tanítója, Eurütosz fiait nyíllövésben, nem adták neki Iolét, nyíltan azzal az ürüggyel, hogy félnek, ismét megöli majd a születendő gyermekeit. Félelmük nem volt alaptalan, Héraklész a továbbiakban egyre gyakrabban viselkedett szkizofrén módon. Vándorolni kezdett, ekkor mentette meg Pheraiban Alkésztisz életét. Éppen akkor érkezett meg a városba, amikor Admétosz halálának ideje eljött. Apollón azonban még házassága idején kijárta a Moiráknál, hogy Admétosznak ne kelljen meghalnia, ha valaki vállalja helyette a halált. Az egész királyságban felesége, Alkésztisz volt az egyetlen, aki ezt vállalta. Héraklész megküzdött Thanatosszal, így Alkésztisz életben maradt.
Hamarosan ismét gyilkosságba keveredett. Felkereste őt Iphitosz, Eurütosz legifjabb fia – az egyetlen, aki szerint Iolé kezét Héraklésznek kellett volna adni – azzal, hogy valaki teheneket lopott Oikhaliából, és mindenki más Héraklészt gyanúsítja. Iphitosz viszont ezt nem hitte el, és megkérte Héraklészt, segítsen megkeresni a teheneket. Héraklész elvállalta, vendégségbe ment Iphitoszhoz, majd egy lakoma után lelökte Tirünsz falairól. Ezt ismét a tébollyal magyarázta. Amüklaiban tisztító szertartáson vett részt, majd ismét felkereste Delphoit, hogy mitévő legyen ebben a helyzetben, illetve hogyan szabaduljon meg az időnként rátörő elmebajtól. Csakhogy Püthia nem volt hajlandó jósolni neki.
Erre Héraklész ismét elborult, erőszakkal elragadta a jósnő háromlábú székét azzal a szándékkal, hogy saját jósdát épít. A szentélyét ért erőszak miatt Apollón is beavatkozott, a küzdőket végül Zeusz választotta szét villámjával. Ekkor megkapta orákulumát: Iphitoszért vérdíjat kellett fizetnie, és három évig rabszolgasorban kellett élnie. Omphalé, Lüdia királynője vásárolta meg Hermésztől.

### Argonauták

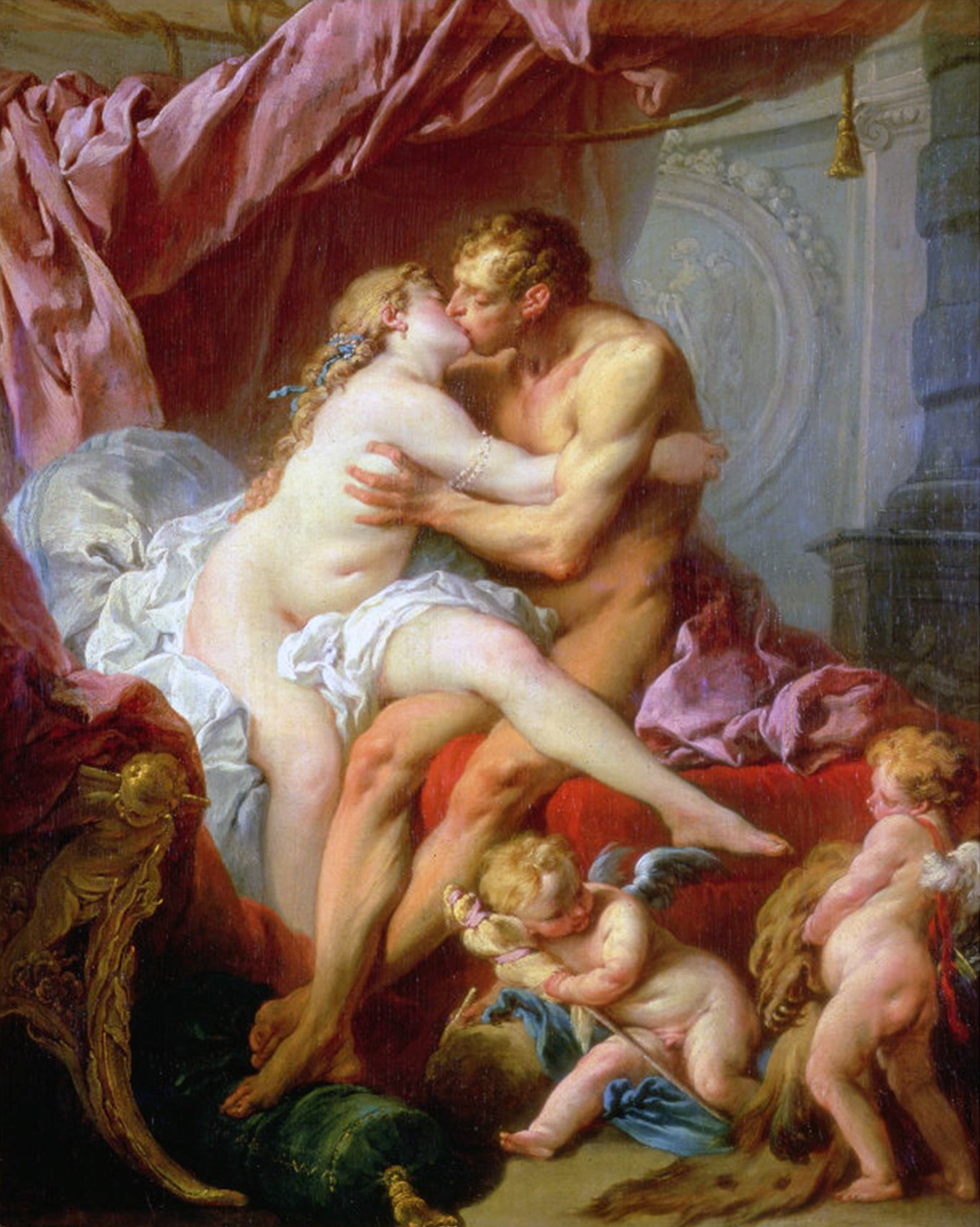
Héraklész és Omphalé

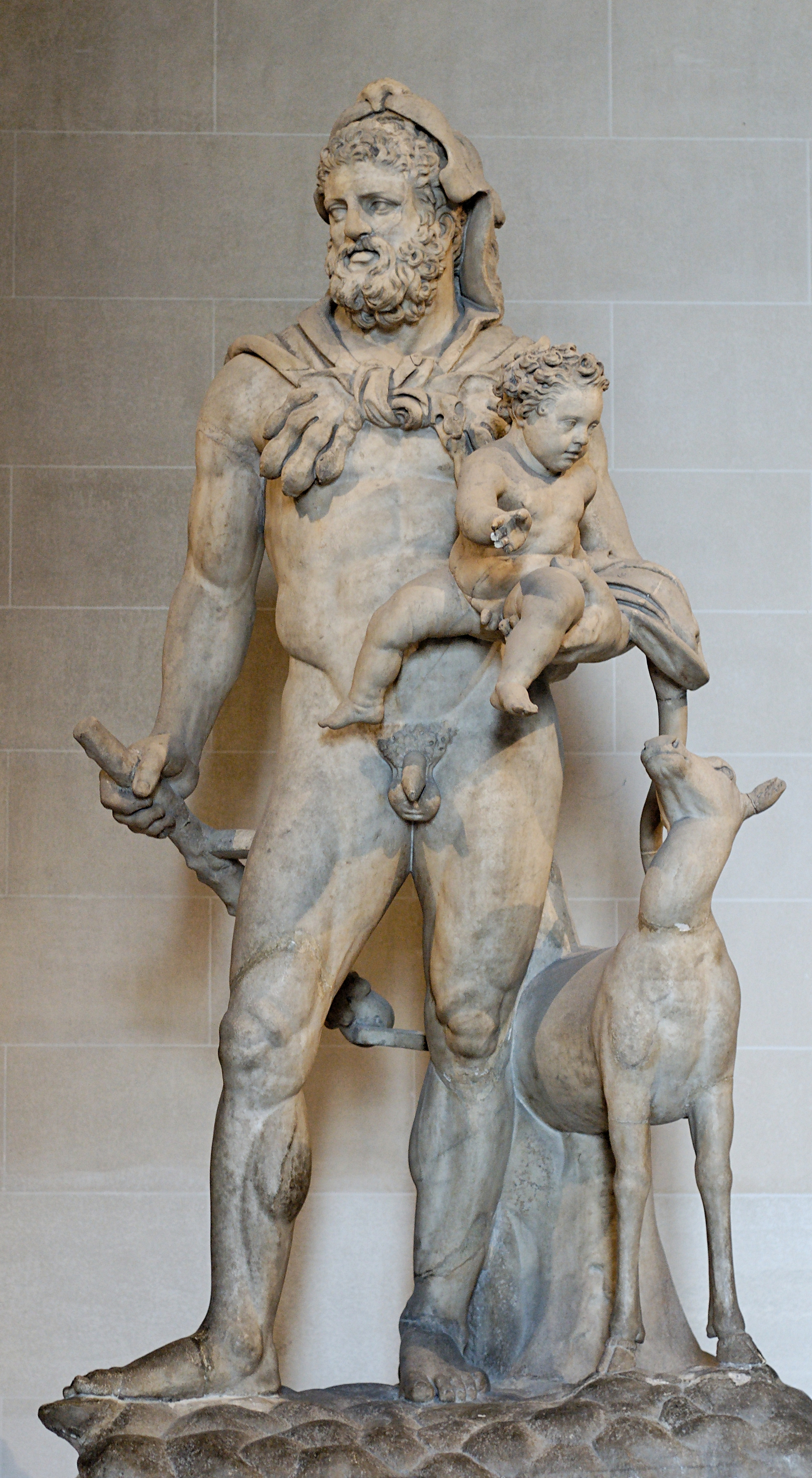
Héraklész egyik fiával, Télephosszal. Körülötte néhány jellegzetes azonosító; fején a kitharióni oroszlán koponyája, vállán Athéné peplosza, mellette a kerüneiai szarvas, jobb kezében kőrisdorongja.

Lüdiában Omphalétől is született három fia, Atüsz, Agelaosz és Türszénosz. Ismét jócselekedeteket tett, legyőzte az epheszoszi kekrópidákat, az auliszi Szüneuszt és Xenodokét megölte. Dolikhé szigetén megtalálta Ikarosz partra vetett holttestét és eltemette, ettől kezdve nevezik a helyet Ikariának. Ennek emlékére Daidalosz életnagyságú szobrot készített Héraklészről. Az őrület azonban legalább egyszer ismét elővette: Daidalosz szobrát egy éjszaka kövekkel dobálta meg, mert élő embernek hitte. Nagy szabadságot élvezett Omphalé alatt, hiszen ekkor vett részt az argonauták kalandjában és a kalüdóni vadkanvadászaton, valamint Omphalé egyik szolgálójától is született egy fia, Alkaiosz.
Az argonautákkal kapcsolatban már az ókori szerzők is eltérő véleményen voltak. Hérodórosz szerint nem szállhatott hajóra a rabszolgasora miatt. Phereküdész szerint útközben Aphetaiban kiszállt, mert a hajó panaszkodott, hogy őt már nem bírja el. Apollodórosz szerint utazása közben kedvesét, Theiodamasz fiát, Hülaszt elrabolták a nimfák. Hülaszt Héraklész és Polüphémosz keresték, közben az Argó elindult a boreaszok sürgetésére. Később Héraklész mindkét boreaszt megölte, amiért a szigeten hagyták.
Végül Démaratosz szerint végig jelen volt, elhajózott egészen Kolkhiszig, sőt Dionüsziosz azt is állítja, hogy Iaszón helyett ő volt az Argó parancsnoka.

### Trója
Szabadulása után önkéntesekkel felszerelt 18 hajóval elfoglalta Tróját Laomedóntól, beváltva a kilencedik feladat során tett fogadalmát. Így lett trójai király Laomedón legifjabb fia, Podarkész, akit ettől kezdve Priamosznak (szabadítottnak) neveztek. Ebben a háborúban tűnt fel Héraklész oldalán Telamón, aki nagy érdemeket szerzett az ostrom során. Később fia, Aiasz lett az egyik legnagyobb görög hős a trójai háborúban.
Hazafelé a kalózoktól félve nem engedték partra szállni Kósz szigetén, ezért elpusztították Kószt. A hajóúton Trója elpusztításáért bosszúból Héra vihart támasztott, de Zeusz ezért megbüntette feleségét, és az égbolthoz kötözte, ahonnan Hérát fia, Héphaisztosz szabadította ki.

### A titánok és az utolsó háborúk

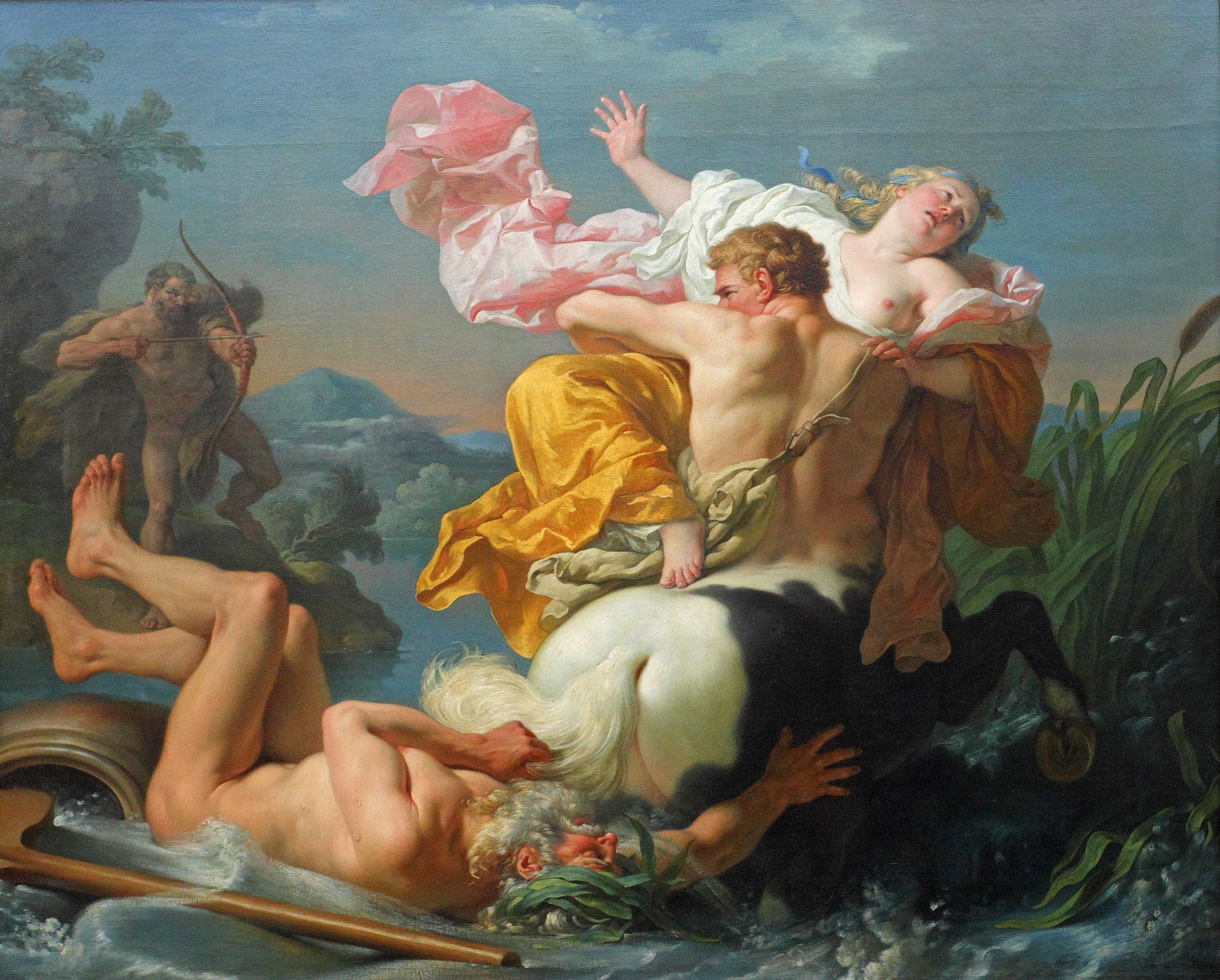
Héraklész lenyilazza Nesszoszt

Ezután Phlegraiban harcolt a titánok ellen. Alküoneusz és Porphürión hatalmas károkat okoztak Paliénében. Alküoneusz ráadásul – Gaia gyermeke lévén – szülőföldjén halhatatlan volt. Sőt a titánok a Moirák szerint isten kezétől nem halhattak meg, csak halandótól. Gaia ezt meghallva varázsfüvet keresett, hogy gyermekeit megóvja a halandóktól is, de Zeusz megelőzte, és elpusztította a füvet. Zeusz akkor kérte Héraklész segítségét, amikor Héliosz marháit hajtották el. Héraklész lenyilazta Alküoneuszt, aki a földre esett, és rögtön újra is éledt. Ekkor Héraklész elvitte Paliénéből, és megölte. A csata folytatódott, az olümposzi istenek serege egyesült erővel legyőzte a titánokat, mégpedig úgy, hogy valamilyen módon megsebezték, mozgásképtelenné tették azokat, majd Héraklész – a halandó – sorban lenyilazta őket.
Nem sokkal ezután Héraklész elszenvedte első jelentős vereségét: ismét sereget toborzott, ezúttal Élisz ellen. A hadjárat során megbetegedett, és a magára hagyott sereget Augeiasz elkergette. Héraklész később az iszthmoszi játékokra igyekvő éliszi hadvezéreket lesből megölte, majd elfoglalta Éliszt. E győzelme emlékére alapította egyes ókori szerzők szerint az olümpiai játékokat. Az Alpheiosz vidékén – ami Éliszben folyik – kiválasztott egy helyet és ő nevezte el Olümpiának. A lovasversenyek és más harci játékok idejére általános fegyvernyugvást hirdetett. Az elsőn maga is részt vett birkózásban és pankrációban és mindkét számot megnyerte, méghozzá egy napon belül. Ezért ő az első paradoxonikész („meglepő győztes”), akinek teljesítményét csak i. e. 212-ben, a 142. olümpiai játékokon Kaprosz tudta megismételni, így ő lett „Héraklész után az első”. Ez a mítoszváltozat nyilvánvalóan nagyon késői betoldás, mivel a birkózást csak i. e. 708-ban, a 18. olümpiai játékokon, a pankrációt viszont csak i. e. 648-ban, a 33. játékokon vezették be a programba, az első tizenhét olümpiai játék versenyszámai csak futószámok voltak, sőt az első tizennégyen egyetlen futószám, a stadionfutás volt.
A bosszúhadjárat még ezzel sem ért véget, mert ezután Pülosz ellen vonult, ahol Néleusz megtagadta Iphitosz halála után a tisztító szertartás elvégzését. Mindenkit lemészároltak, Néleuszt és tizenegy fiát is, köztük az alakváltó Periklümenoszt. A végzetet csak Nesztór kerülte el, aki éppen nem tartózkodott a városban.
Ha már hadjáratot viselt, nem állt meg. Likümniosz halálát megbosszulandó Spárta ellen fordult, ahol Hippokoón fiait győzte le. Az ostromban elesett szövetségese és a kolkhiszi kaland óta barátja, Képheusz, sőt annak minden fia és Héraklész öccse, Iphiklész is. (Más változat szerint Iphiklész már Élisz alatt halálos sebet kapott.) Héraklész a spártai trónra Tündareószt hívta meg.
Ezután Kalüdón felé vette az útját, de előbb még Tegeán áthaladva teherbe ejtette Augét (egyes változatokban részegen megerőszakolta), akitől Télephosz született. Kalüdónban megkérte Oineusz leányának, Déianeirának kezét. Megküzdött Akhelóosz folyamistennel, a másik kérővel, majd feleségül vette Déianeirát, és rövid időre letelepedett Kalüdónban. Akhelóosz alakváltó isten volt, a küzdelem során háromszor váltott alakot, Héraklész mindhármat legyőzte. A bika alakú Akhelóosznak letörte a szarvát, amit később a néreiszek megtöltöttek minden földi jókkal, ez a bőségszaru. Más változatok szerint Déianeirát már az Omphalénél töltött rabszolgaévek előtt feleségül vette, ekkor csak visszaköltöztek Kalüdónba.
A kalüdóni haddal elfoglalta Ephürát, ahol Phülasz leányát, Asztüokhét is megerőszakolta, akitől Tlépolemosz született. Kalüdónból is hamarosan száműzetésbe vonult Trakhiszba, mert a király rokonának, Arkhitelésznek kisfiát, aki véletlenül vizet loccsantott a kezére, agyonütötte. Oineusz és az apa ugyan megbocsátott Héraklésznek, mégis Déianeirával együtt továbbállt a városból. E vándorlás közben esett meg a végzetes találkozás Nesszosszal.
Trakhiszban letelepedve ismét a befogadó király segítségére volt, Kéüx a segítségével igázta le a drüopszokat. Megtámogatta Aigimiosz dór királyt a lapithák ellen, akik egyébként is a drüopszok szövetségesei voltak. Legyőzte Kaineusz fiát, Korónoszt, és ez alkalommal nemcsak nem kért fizetséget, de a felajánlott díjat, Aigimiosz országának harmadát sem fogadta el. Ennek emlékére később Aigimiosz örökbe fogadta Héraklész egyik fiát, Hülloszt. E háború során járt Itónoszban, ahol Küknoszt győzte le (bár Apollodórosz ezt a tizenegyedik feladatnál is említette), majd Ormeionban Amüntórt.
Utolsó háborúját Eurütosz ellen vívta, akin bosszút akart állni a sikertelen leánykérés miatt, bár ő volt az, aki később annak fiát, Iphitoszt megölte. A korábban feleségként kívánt Iolét rabnőként vitte magával. Úton hazafelé megállt, hogy áldozatot mutasson be Zeusznak, hírnökét, Likhaszt pedig előreküldte egy díszes öltözetért. Déianeira hallott Ioléről és féltékenységében a varázsszerhez folyamodott, a Nesszosz vérével kezelt áldozati köntös pedig Héraklésznek olyan gyötrelmet okozott, hogy saját elhatározásából élve lépett a hamvasztó máglyára. Előtte még megölte Likhaszt, amiért ilyen ruhát hozott neki.
A legenda szerint mielőtt végleg elégett, Zeusz felemelte az Olümposzra, és halhatatlanná vált. Itt megbékélt Hérával és feleségül vette annak leányát, Hébét. Rendszeres tevékenysége, hogy a vadászatról megtérő Artemisznek segít az elejtett vadakat megnyúzni és feldarabolni. Az égen a Hercules csillagkép formájában látható.
Héraklész nyilait Philoktétész, a trójai hős szerezte meg – ő volt az egyetlen, aki véletlen arrajáróként hajlandó volt meggyújtani az önkéntes halotti máglyát –, aki ezekkel a nyilakkal sebesítette meg Pariszt. A házasságtörő Pariszt egyedül csak korábbi felesége, Oinóné gyógyíthatta volna meg, aki azonban ezt megtagadta.

## Gyermekei
Héraklésznek sok futó kalandja volt, néha erőszakról is szó esik. Gyermekei számosak:
1. Acca Larentia
  1. Aventinus
2. Asztüdameia
  1. Ktészipposz
3. Asztüokhé
  1. Tlépolemosz
4. Augé
  1. Télephosz
5. Autonoé vagy Iphinoé
  1. Palaimón
6. Bargé
  1. Bargaszosz
7. Bolbé
  1. Olünthosz
8. Déianeira
  1. Hüllosz
  2. Ktészipposz
  3. Glenosz
  4. Oneitész
  5. Makaria
9. Ekhidna
  1. Agathürszosz
  2. Gelonosz
  3. Szküthész
10. Epikaszté
  1. Thesztalosz
11. Hébé
  1. Alexiarész
  2. Aniketosz
12. Keltiné
  1. Keltosz
13. Khalkiopé
  1. Thesszalosz
14. Meda
  1. Antiokhosz
15. Megara
  1. Thérimakhosz
  2. Kreontiadész
  3. Ophitosz
  4. Déikoón
16. Mürtó
  1. Eukleia
17. Omphalé
  1. Agelaosz
  2. Türszénosz
  3. Atüsz
18. Parthenopé
  1. Everesz
19. Philló
  1. Aikhmagorasz
20. Pszóphisz
  1. Ekhephrón
  2. Promakhosz
21. Püréné
  1. ismeretlen
22. Theszpiosz 50 leánya
  1. 50 fiú
23. névtelen kelta nő
  1. Galatész
24. Omphalé névtelen szolgálója
  1. Alkaiosz
25. névtelen szerető
  1. Agülleusz
  2. Amathousz
  3. Khromisz
  4. Dexamenosz
  5. Leukitész
  6. Manto

## A Héraklész-mítoszok előzményei

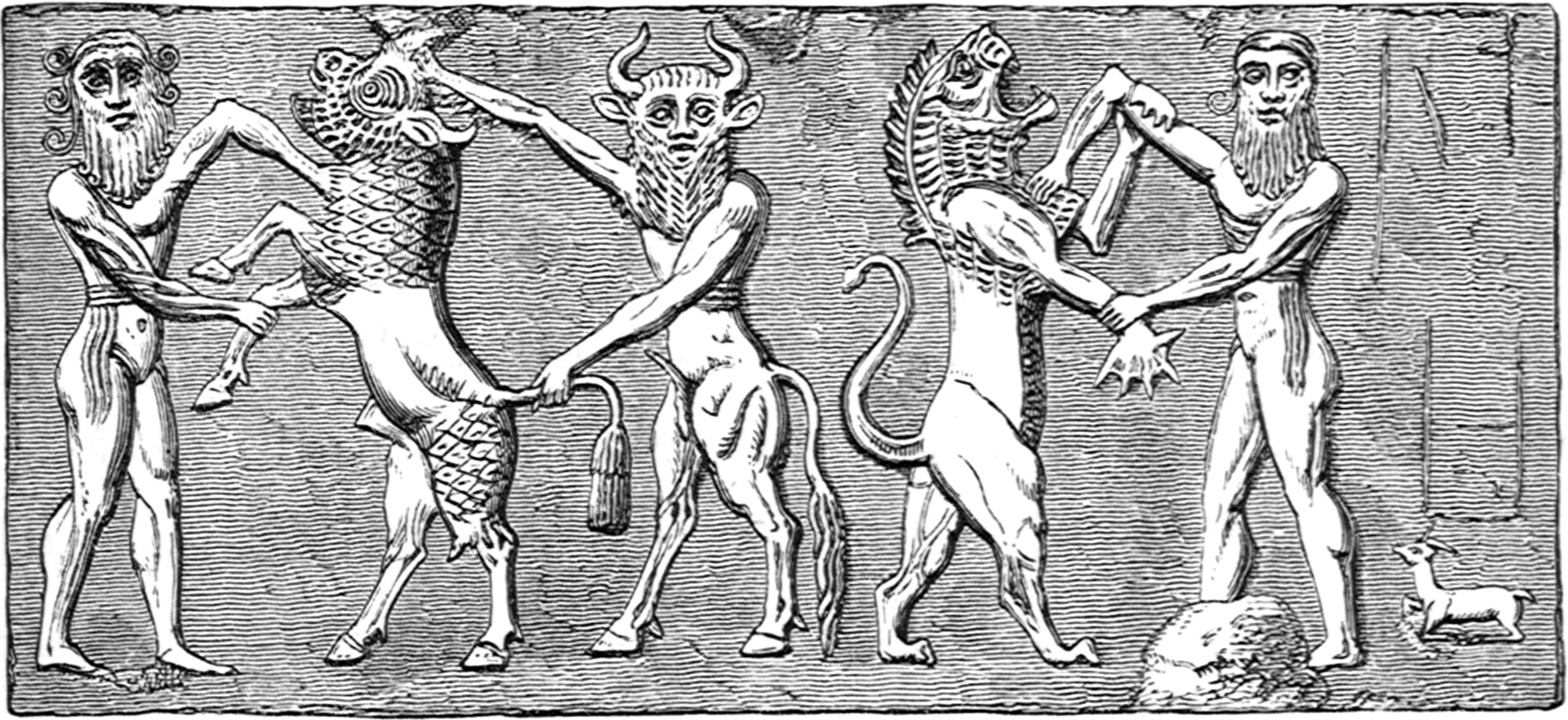
Gilgames oroszlánnal, bikával és bikafejű emberrel. Mezopotámiai dombormű 1886-os másolata.

Héraklész történetei a figura rendkívüli népszerűsége miatt az ókor folyamán jelentős átalakuláson és bővüléseken mentek át, ezért az alapréteg kihámozása igen nehéz feladat. Héraklész egy görög Szinuhe, aki bejárja a világot. De több annál, a legenda váza – kalandozás az ismert világban és azon is túl, az alvilági utazás, küzdelmek különböző veszedelmes ellenfelekkel, a halhatatlanság témája, a Iolaosz személyében néha feltűnő kísérő, a birkózás mint konfliktuskezelés – a korabeli világ legismertebb sumer eposzával, a Gilgames-eposszal mutatnak párhuzamokat. A sumer hősepika kiseposzai ekkorra már viszonylag egységes nagyeposzban álltak össze, amelynek akkád nyelvű másolatai és kompilációi széles körben ismertek voltak Babilontól Asszírián át a Hettita Birodalomig. Anatóliai közvetítéssel a legkorábbi görögök is ismerhették. Azonban már a Gilgames-eposz különböző feldolgozásai is elég jelentősen eltérnek egymástól koncepcióban, a hangsúlyos elemekben, stílusban. Az egyik a hősiességre, a harcosra koncentrál, a másik a halhatatlanság keresésére, a harmadik a helyi király jelentőségére.
A párhuzamok nem közvetlenek és nem teljesen egyértelműek, hiszen Héraklész történeteit a késő ókorig át- meg átköltötték, összességében mégis elég meggyőzőek, a toposzok egy része nagyon hasonló. A Gilgames és Agga eposzban Gilgames megvédi szülővárosát, Urukot az adót követelő Aggától, ahogyan Héraklész Thébait védi Erginosz ellenében. Gilgames barátja és társa, Enkidu lemegy az Alvilágba és ott ragad. Héraklész Kerberoszért megy az Alvilágba, de közben kiszabadítja onnan barátját, Thészeuszt. Igaz, Enkidu nem szabadult ki fogságából, csak szellemével beszélhet Gilgames, aki a halhatatlanság füvét keresve keveredett kalandokba, de nem válhatott halhatatlanná félisten létére sem, míg Héraklésznek tárgyakat kellett keresnie és rabolnia (a heszperiszek almái) vagy szörnyeket legyőzni és a végén akaratától függetlenül válik halhatatlanná. A Gilgames által keresett halhatatlanságot adó fű is megjelenik, amely a Héraklész-mítoszban a titánoknak adott volna örök életet. Szintén toposzként értékelhető a legkorábbi sport, a birkózás megjelenése. Gilgames többször birkózik Enkiduval, Héraklész pedig jó néhány ellenfelét győzi le ilyen módon, a legismertebb közülük Antaiosz.
Nagyok azonban az eltérések is. Héraklész nem saját jószántából keresi a kalandokat, nincs határozott célja. A mitikus konfliktus hirtelen haragú természetéből és időnként rátörő őrületéből fakad. Feladatait elvégzi, majd az ezek során elszenvedett vélt vagy valós sérelmeket bosszulja meg, miközben barátainak is segít néha. A feladatok végrehajtása közben nem törődik semmi mással, a célra összpontosít. A nyolcadiktól a tizenegyedik próbáig Eurüsztheusz egyszerű lopással és rablással bízza meg, Héraklész tehát lop és rabol, eközben a javaikat védelmező tulajdonosokat többnyire legyilkolja. A héraklészi legendáriumnak nincs levonható tanulsága vagy rejtett erkölcsi mondandója – hacsak nem az erősebb joga –, egyszerűen egy nagyerejű, emberileg összetett természetű hős kalandjairól van szó.

## Párhuzamok más regékkel
Héraklész történeteiben sok olyan elem van, ami máshol szinte ugyanúgy megjelenik, ismét bizonyítékul szolgálva arra, hogy a Héraklész-legendakör egyfajta gyűjtőként szolgált, és mindent beleépítettek, amit lehetett. Ilyen például a Tirünszből menekülő szüleinek esete, amely párhuzamban Antigoné és Péleusz történetében olvasható, amikor Péleusz véletlenül megölte apósát, Eurütión phthiai királyt, és a pár Iólkoszba menekült Akasztoszhoz.

## Utóélete

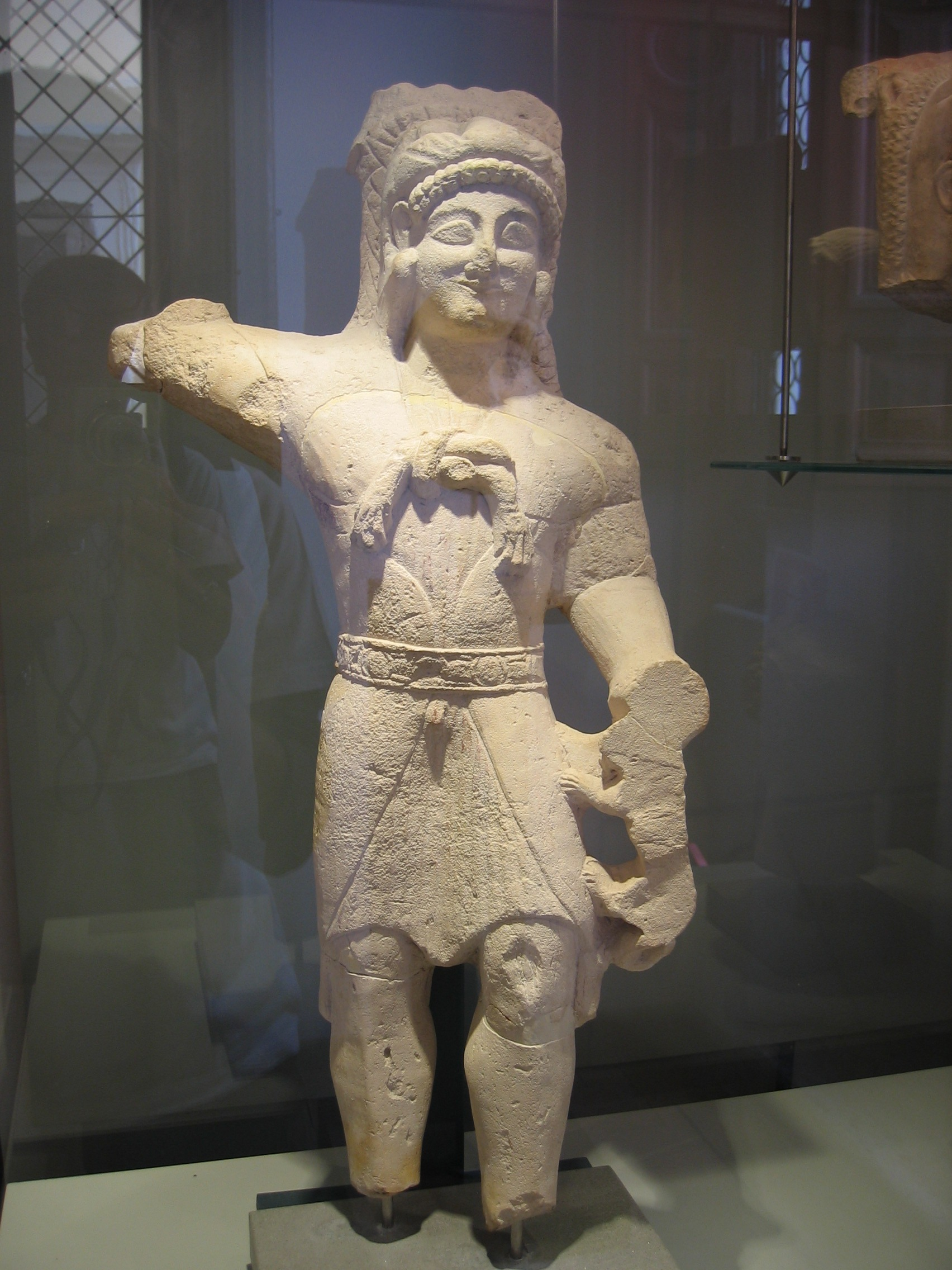
Héraklész–Melkart szobra Türoszból

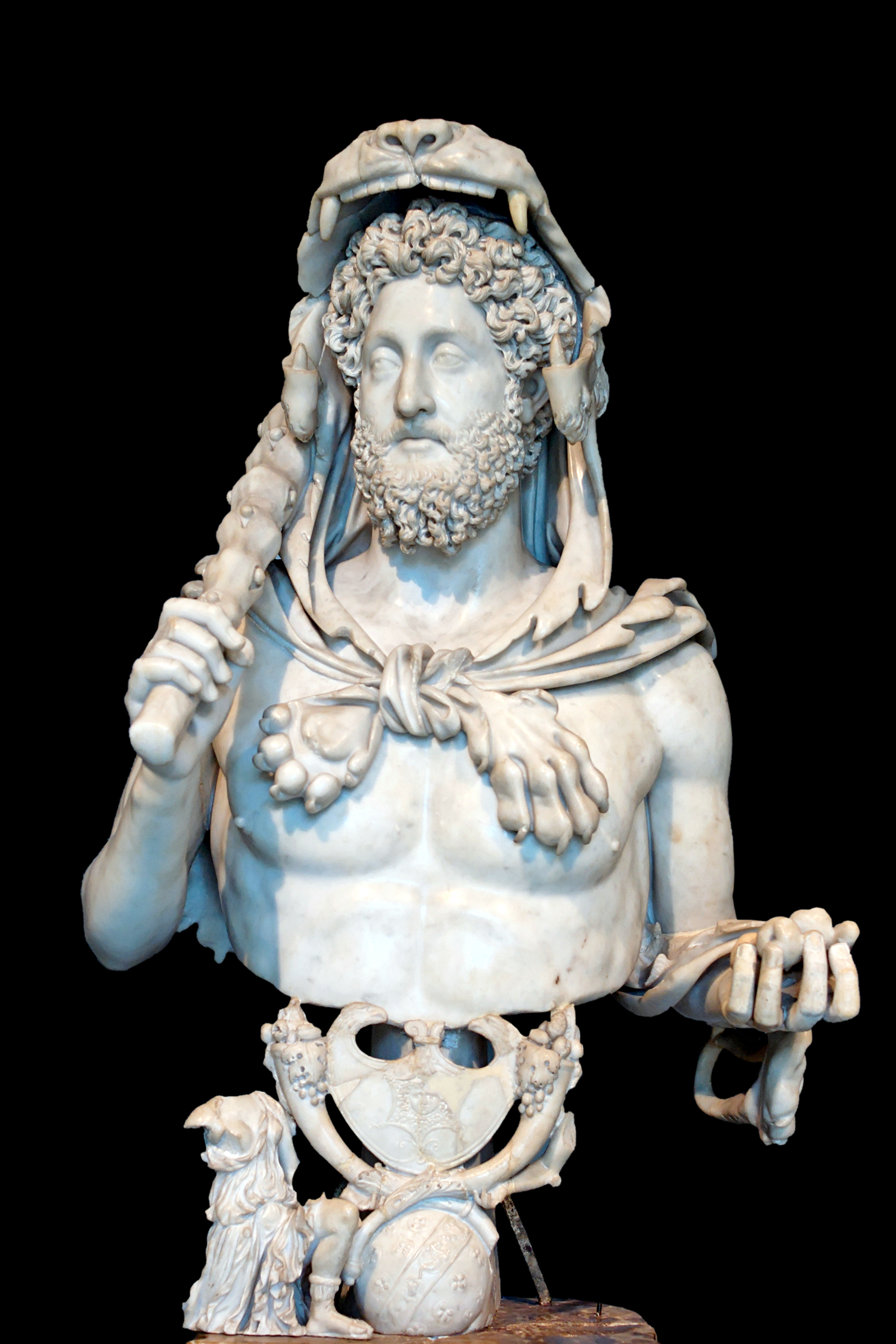
Commodus mint Hercules a kitharióni oroszlán koponyájával és vállára vetett bőrével, valamint a kőrisdoronggal

A Görög Királyság címere (1863–1936)

Héraklész jelentős szerepet játszott Makedónia és a hellenizmus korának történetében, mivel a makedón uralkodóház (Ἀργεάδαι) felmenőágon Héraklész leszármazottjának tartotta magát. III. Alexandrosz különös tiszteletben tartotta, egyik fia is a Héraklész nevét kapta. A hellenisztikus művészet gyakori tárgya volt a nagyerejű hős.
Legendái eljutottak nyugatra is. A föníciai gyarmatvárosban, Gadirban (később görögül Gadeira, ma Cádiz) a város isteneként tisztelték Melkart alakjában, aki ugyan ősi akkád isten, de Héraklész felülírta a mítoszait. Nem utolsósorban azért, mert Gadeirában úgy tartották, hogy a várost Héraklész alapította, ő állította a helyi Melkart-templom első oltárát, itt voltak Héraklész oszlopai és a Gadeira által ellenőrzött Tartésszosz környékén volt Gérüón szigete is, sőt az Atlasz-hegység közelsége miatt a heszperiszek kertje is. A szoros Melkart–Héraklész azonosítás egyeseket arra a feltevésre késztet, hogy i. e. 14. századi türoszi királyként lássák Héraklész valós történeti személyét. Héraklészt már az i. e. 1. évezred folyamán istenként tisztelték a föníciaiak és kultuszai egészen a kereszténység térhódításáig fennmaradtak.
Az etruszkoknál Hercle lényegében azonosítható Héraklésszel, bár itt Tinia és Uni gyermekeként isteni tiszteletben részesült. A római mitológiába nem az etruszk fennhatóság idején került be, hanem később, amikor más keleti elemek is megjelentek és a római panteon kibővült a nemcsak görög származású, de görög nevű istenekkel. Itt Hercules lett a neve, első előfordulásai Tarentum elfoglalása utánra (i. e. 5. század) datálódnak, amikor Apollo, Aszklépiosz és Magna Mater kultuszai is megjelennek. Istenként tisztelték, legendáriumából adódóan a sport és az utazás istene lett.
Egyik legismertebb késői kultusza Commodus idejére tehető, amikor a császár Hercules alakját tette meg mintául saját isteni mivoltához. Nem csak felélesztette és kiterjesztette a hérosz tiszteletét, de maga is gyakran jelent meg Herculesnek öltözve. Ebben III. Alexandroszt utánozta.
Héraklész népszerűsége a görög irodalomban egyetlen más mitológiai szereplővel sem mérhető össze. Gyakorlatilag nincs olyan mitikus tárgyú írásmű, amely ne említené Héraklész valamelyik feladatát vagy más cselekedetét. A képzőművészetekkel hasonló a helyzet, vázafestmények és szobrok ezrei ismertek az ábrázolásával. A helyzet a római korban sem nagyon változott. Ezért legendáriuma nemcsak szerzeágazó, de helyenként ellentmondásos is. Az események nagy részének több különböző változata is fennmaradt, amelyek időrendben, a részt vevők személyében vagy más mitológiai összefüggéseikben eltérnek. Sőt nem csak különböző írók között van ellentmondás, hanem néha egyetlen szerző művében is. Jellegzetes példája ennek Ovidius, aki szerint Perszeusz kővé változtatta Atlaszt a Gorgófő felmutatásával, így keletkezett az Atlasz-hegység. Ez alapján Héraklésznek még Perszeusz előtt kellett volna Atlasznál járnia, ami nem lehetséges, mert Perszeusz a dédapja volt Héraklésznek.
A heraldikában is jelentős, de elsősorban az újkorban, a nem élő heraldika korából. 1863 és 1936 között a királyi Görögország címerét két Héraklész-figura szegélyezte. Ugyanez ismétlődik a Krétai Köztársaság (1898–1913) címerében. Fülöp edinburgh-i herceg saját címere szintén Héraklészt ábrázolja és sok családi címerben is feltűnik. Települések és más földrajzi egységek címereiben is előfordul, amelyeknek egyébként semmi köze Héraklészhez, mint a karintiai Reißeck, vagy a perui Huanta tartomány. Andalúzia címerében két oroszlánnal ábrázolták. Spanyolország címerében Héraklész oszlopait láthatjuk.

## Magyar vonatkozások
A görög források szerint Héraklész a szkíták ősapja, Szkítia első benépesítője az Ekhidnával nemzett Szküthész révén. A szkíták és Ekhidna kapcsolatba hozása arra utal, hogy a görögök barbár népet láttak a pusztai lovas harcosokban. A magyar krónikai hagyomány a magyarságot a szkíták és a hunok leszármazottjának tekinti.
A történeti források megemlékeznek a honfoglalók Héraklész-tiszteletéről és Héraklészt ábrázoló bálványairól. Héraklészt Mátyás király is kiemelt tiszteletben részesítette.
Madách Imre egy korai, 1843-as születésű drámájában (Férfi és nő) dolgozta fel Héraklész házassága válságának és halálának történetét.

## Rokonsága
|         |         |         |         |              |              |              |              |              |              |             |             |             |             |             |             |             |             |           |           |              |              |              |              |               |               |               |               |               |               |              |              |              |              |              |              |              |              |         |         |                 |                 |                 |                 | Arész           | Arész           | Arész      | Arész      | Arész                     | Arész                     |                           |                           | Aszóposz                  | Aszóposz                  | Aszóposz  | Aszóposz  | Aszóposz | Aszóposz |        |        | Metópé | Metópé | Metópé | Metópé | Metópé    | Metópé    |           |           |           |           |
|         |         |         |         |              |              |              |              |              |              |             |             |             |             |             |             |             |             |           |           |              |              |              |              |               |               |               |               |               |               |              |              |              |              |              |              |              |              |         |         |                 |                 |                 |                 | Arész           | Arész           | Arész      | Arész      | Arész                     | Arész                     |                           |                           | Aszóposz                  | Aszóposz                  | Aszóposz  | Aszóposz  | Aszóposz | Aszóposz |        |        | Metópé | Metópé | Metópé | Metópé | Metópé    | Metópé    |           |           |           |           |
|         |         |         |         |              |              |              |              |              |              |             |             |             |             |             |             |             |             |           |           |              |              |              |              |               |               |               |               |               |               |              |              |              |              |              |              |              |              |         |         |                 |                 |                 |                 |                 |                 |            |            |                           |                           |                           |                           |                           |                           |           |           |          |          |        |        |        |        |        |        |           |           |           |           |           |           |
|         |         |         |         |              |              |              |              |              |              |             |             |             |             |             |             |             |             |           |           |              |              |              |              |               |               |               |               |               |               |              |              |              |              |              |              |              |              |         |         |                 |                 |                 |                 |                 |                 |            |            |                           |                           |                           |                           |                           |                           |           |           |          |          |        |        |        |        |        |        |           |           |           |           |           |           |
|         |         |         |         |              |              |              |              |              |              |             |             | Zeusz       | Zeusz       | Zeusz       | Zeusz       | Zeusz       | Zeusz       |           |           | Danaé        | Danaé        | Danaé        | Danaé        | Danaé         | Danaé         |               |               | Tantalosz     | Tantalosz     | Tantalosz    | Tantalosz    | Tantalosz    | Tantalosz    |              |              | Dióné        | Dióné        | Dióné   | Dióné   | Dióné           | Dióné           |                 |                 | Oinomaiosz      | Oinomaiosz      | Oinomaiosz | Oinomaiosz | Oinomaiosz                | Oinomaiosz                |                           |                           | Harpina                   | Harpina                   | Harpina   | Harpina   | Harpina  | Harpina  |        |        |        |        |        |        |           |           |           |           |           |           |
|         |         |         |         |              |              |              |              |              |              |             |             | Zeusz       | Zeusz       | Zeusz       | Zeusz       | Zeusz       | Zeusz       |           |           | Danaé        | Danaé        | Danaé        | Danaé        | Danaé         | Danaé         |               |               | Tantalosz     | Tantalosz     | Tantalosz    | Tantalosz    | Tantalosz    | Tantalosz    |              |              | Dióné        | Dióné        | Dióné   | Dióné   | Dióné           | Dióné           |                 |                 | Oinomaiosz      | Oinomaiosz      | Oinomaiosz | Oinomaiosz | Oinomaiosz                | Oinomaiosz                |                           |                           | Harpina                   | Harpina                   | Harpina   | Harpina   | Harpina  | Harpina  |        |        |        |        |        |        |           |           |           |           |           |           |
|         |         |         |         |              |              |              |              |              |              |             |             |             |             |             |             |             |             |           |           |              |              |              |              |               |               |               |               |               |               |              |              |              |              |              |              |              |              |         |         |                 |                 |                 |                 |                 |                 |            |            |                           |                           |                           |                           |                           |                           |           |           |          |          |        |        |        |        |        |        |           |           |           |           |           |           |
|         |         |         |         |              |              |              |              |              |              |             |             |             |             |             |             |             |             |           |           |              |              |              |              |               |               |               |               |               |               |              |              |              |              |              |              |              |              |         |         |                 |                 |                 |                 |                 |                 |            |            |                           |                           |                           |                           |                           |                           |           |           |          |          |        |        |        |        |        |        |           |           |           |           |           |           |
|         |         |         |         |              |              |              |              |              |              |             |             |             |             |             |             | Perszeusz   | Perszeusz   | Perszeusz | Perszeusz | Perszeusz    | Perszeusz    |              |              | Androméda     | Androméda     | Androméda     | Androméda     | Androméda     | Androméda     |              |              | Pelopsz      | Pelopsz      | Pelopsz      | Pelopsz      | Pelopsz      | Pelopsz      |         |         | Hippodameia     | Hippodameia     | Hippodameia     | Hippodameia     | Hippodameia     | Hippodameia     |            |            |                           |                           |                           |                           |                           |                           |           |           |          |          |        |        |        |        |        |        |           |           |           |           |           |           |
|         |         |         |         |              |              |              |              |              |              |             |             |             |             |             |             | Perszeusz   | Perszeusz   | Perszeusz | Perszeusz | Perszeusz    | Perszeusz    |              |              | Androméda     | Androméda     | Androméda     | Androméda     | Androméda     | Androméda     |              |              | Pelopsz      | Pelopsz      | Pelopsz      | Pelopsz      | Pelopsz      | Pelopsz      |         |         | Hippodameia     | Hippodameia     | Hippodameia     | Hippodameia     | Hippodameia     | Hippodameia     |            |            |                           |                           |                           |                           |                           |                           |           |           |          |          |        |        |        |        |        |        |           |           |           |           |           |           |
|         |         |         |         |              |              |              |              |              |              |             |             |             |             |             |             |             |             |           |           |              |              |              |              |               |               |               |               |               |               |              |              |              |              |              |              |              |              |         |         |                 |                 |                 |                 |                 |                 |            |            |                           |                           |                           |                           |                           |                           |           |           |          |          |        |        |        |        |        |        |           |           |           |           |           |           |
|         |         |         |         |              |              |              |              |              |              |             |             |             |             |             |             |             |             |           |           |              |              |              |              |               |               |               |               |               |               |              |              |              |              |              |              |              |              |         |         |                 |                 |                 |                 |                 |                 |            |            |                           |                           |                           |                           |                           |                           |           |           |          |          |        |        |        |        |        |        |           |           |           |           |           |           |
|         |         |         |         |              |              |              |              |              |              |             |             |             |             |             |             |             |             |           |           |              |              |              |              | Alkaiosz      | Alkaiosz      | Alkaiosz      | Alkaiosz      | Alkaiosz      | Alkaiosz      |              |              | Asztüdameia  | Asztüdameia  | Asztüdameia  | Asztüdameia  | Asztüdameia  | Asztüdameia  |         |         |                 |                 |                 |                 |                 |                 |            |            |                           |                           |                           |                           |                           |                           |           |           |          |          |        |        |        |        |        |        |           |           |           |           |           |           |
|         |         |         |         |              |              |              |              |              |              |             |             |             |             |             |             |             |             |           |           |              |              |              |              | Alkaiosz      | Alkaiosz      | Alkaiosz      | Alkaiosz      | Alkaiosz      | Alkaiosz      |              |              | Asztüdameia  | Asztüdameia  | Asztüdameia  | Asztüdameia  | Asztüdameia  | Asztüdameia  |         |         |                 |                 |                 |                 |                 |                 |            |            |                           |                           |                           |                           |                           |                           |           |           |          |          |        |        |        |        |        |        |           |           |           |           |           |           |
|         |         |         |         |              |              |              |              |              |              |             |             |             |             |             |             |             |             |           |           |              |              |              |              |               |               |               |               |               |               |              |              |              |              |              |              |              |              |         |         |                 |                 |                 |                 |                 |                 |            |            |                           |                           |                           |                           |                           |                           |           |           |          |          |        |        |        |        |        |        |           |           |           |           |           |           |
|         |         |         |         |              |              |              |              |              |              |             |             |             |             |             |             |             |             |           |           |              |              |              |              |               |               |               |               |               |               |              |              |              |              |              |              |              |              |         |         |                 |                 |                 |                 |                 |                 |            |            |                           |                           |                           |                           |                           |                           |           |           |          |          |        |        |        |        |        |        |           |           |           |           |           |           |
| Nikippé | Nikippé | Nikippé | Nikippé | Nikippé      | Nikippé      |              |              | Szthenelosz  | Szthenelosz  | Szthenelosz | Szthenelosz | Szthenelosz | Szthenelosz |             |             | Élektrüón   | Élektrüón   | Élektrüón | Élektrüón | Élektrüón    | Élektrüón    |              |              | Anakszó       | Anakszó       | Anakszó       | Anakszó       | Anakszó       | Anakszó       |              |              |              |              |              |              |              |              |         |         |                 |                 |                 |                 |                 |                 | Zeusz      | Zeusz      | Zeusz                     | Zeusz                     | Zeusz                     | Zeusz                     |                           |                           | Európé    | Európé    | Európé   | Európé   | Európé | Európé |        |        |        |        |           |           |           |           |           |           |
| Nikippé | Nikippé | Nikippé | Nikippé | Nikippé      | Nikippé      |              |              | Szthenelosz  | Szthenelosz  | Szthenelosz | Szthenelosz | Szthenelosz | Szthenelosz |             |             | Élektrüón   | Élektrüón   | Élektrüón | Élektrüón | Élektrüón    | Élektrüón    |              |              | Anakszó       | Anakszó       | Anakszó       | Anakszó       | Anakszó       | Anakszó       |              |              |              |              |              |              |              |              |         |         |                 |                 |                 |                 |                 |                 | Zeusz      | Zeusz      | Zeusz                     | Zeusz                     | Zeusz                     | Zeusz                     |                           |                           | Európé    | Európé    | Európé   | Európé   | Európé | Európé |        |        |        |        |           |           |           |           |           |           |
|         |         |         |         |              |              |              |              |              |              |             |             |             |             |             |             |             |             |           |           |              |              |              |              |               |               |               |               |               |               |              |              |              |              |              |              |              |              |         |         |                 |                 |                 |                 |                 |                 |            |            |                           |                           |                           |                           |                           |                           |           |           |          |          |        |        |        |        |        |        |           |           |           |           |           |           |
|         |         |         |         |              |              |              |              |              |              |             |             |             |             |             |             |             |             |           |           |              |              |              |              |               |               |               |               |               |               |              |              |              |              |              |              |              |              |         |         |                 |                 |                 |                 |                 |                 |            |            |                           |                           |                           |                           |                           |                           |           |           |          |          |        |        |        |        |        |        |           |           |           |           |           |           |
|         |         |         |         | Eurüsztheusz | Eurüsztheusz | Eurüsztheusz | Eurüsztheusz | Eurüsztheusz | Eurüsztheusz |             |             |             |             |             |             | Zeusz       | Zeusz       | Zeusz     | Zeusz     | Zeusz        | Zeusz        |              |              | Alkméné       | Alkméné       | Alkméné       | Alkméné       | Alkméné       | Alkméné       |              |              | 1 Amphitrüón | 1 Amphitrüón | 1 Amphitrüón | 1 Amphitrüón | 1 Amphitrüón | 1 Amphitrüón |         |         | 2 Rhadamanthüsz | 2 Rhadamanthüsz | 2 Rhadamanthüsz | 2 Rhadamanthüsz | 2 Rhadamanthüsz | 2 Rhadamanthüsz |            |            | Kreón thébai király\Kreón | Kreón thébai király\Kreón | Kreón thébai király\Kreón | Kreón thébai király\Kreón | Kreón thébai király\Kreón | Kreón thébai király\Kreón |           |           | Minósz   | Minósz   | Minósz | Minósz | Minósz | Minósz |        |        | Szarpédón | Szarpédón | Szarpédón | Szarpédón | Szarpédón | Szarpédón |
|         |         |         |         | Eurüsztheusz | Eurüsztheusz | Eurüsztheusz | Eurüsztheusz | Eurüsztheusz | Eurüsztheusz |             |             |             |             |             |             | Zeusz       | Zeusz       | Zeusz     | Zeusz     | Zeusz        | Zeusz        |              |              | Alkméné       | Alkméné       | Alkméné       | Alkméné       | Alkméné       | Alkméné       |              |              | 1 Amphitrüón | 1 Amphitrüón | 1 Amphitrüón | 1 Amphitrüón | 1 Amphitrüón | 1 Amphitrüón |         |         | 2 Rhadamanthüsz | 2 Rhadamanthüsz | 2 Rhadamanthüsz | 2 Rhadamanthüsz | 2 Rhadamanthüsz | 2 Rhadamanthüsz |            |            | Kreón thébai király\Kreón | Kreón thébai király\Kreón | Kreón thébai király\Kreón | Kreón thébai király\Kreón | Kreón thébai király\Kreón | Kreón thébai király\Kreón |           |           | Minósz   | Minósz   | Minósz | Minósz | Minósz | Minósz |        |        | Szarpédón | Szarpédón | Szarpédón | Szarpédón | Szarpédón | Szarpédón |
|         |         |         |         |              |              |              |              |              |              |             |             |             |             |             |             |             |             |           |           |              |              |              |              |               |               |               |               |               |               |              |              |              |              |              |              |              |              |         |         |                 |                 |                 |                 |                 |                 |            |            |                           |                           |                           |                           |                           |                           |           |           |          |          |        |        |        |        |        |        |           |           |           |           |           |           |
|         |         |         |         |              |              |              |              |              |              |             |             |             |             |             |             |             |             |           |           |              |              |              |              |               |               |               |               |               |               |              |              |              |              |              |              |              |              |         |         |                 |                 |                 |                 |                 |                 |            |            |                           |                           |                           |                           |                           |                           |           |           |          |          |        |        |        |        |        |        |           |           |           |           |           |           |
|         |         |         |         | Admété       | Admété       | Admété       | Admété       | Admété       | Admété       |             |             | Oineusz     | Oineusz     | Oineusz     | Oineusz     | Oineusz     | Oineusz     |           |           |              |              |              |              | 1 Automedusza | 1 Automedusza | 1 Automedusza | 1 Automedusza | 1 Automedusza | 1 Automedusza |              |              | Iphiklész    | Iphiklész    | Iphiklész    | Iphiklész    | Iphiklész    | Iphiklész    |         |         | 2 leány         | 2 leány         | 2 leány         | 2 leány         | 2 leány         | 2 leány         |            |            |                           |                           | Megareusz                 | Megareusz                 | Megareusz                 | Megareusz                 | Megareusz | Megareusz |          |          |        |        |        |        |        |        |           |           |           |           |           |           |
|         |         |         |         | Admété       | Admété       | Admété       | Admété       | Admété       | Admété       |             |             | Oineusz     | Oineusz     | Oineusz     | Oineusz     | Oineusz     | Oineusz     |           |           |              |              |              |              | 1 Automedusza | 1 Automedusza | 1 Automedusza | 1 Automedusza | 1 Automedusza | 1 Automedusza |              |              | Iphiklész    | Iphiklész    | Iphiklész    | Iphiklész    | Iphiklész    | Iphiklész    |         |         | 2 leány         | 2 leány         | 2 leány         | 2 leány         | 2 leány         | 2 leány         |            |            |                           |                           | Megareusz                 | Megareusz                 | Megareusz                 | Megareusz                 | Megareusz | Megareusz |          |          |        |        |        |        |        |        |           |           |           |           |           |           |
|         |         |         |         |              |              |              |              |              |              |             |             |             |             |             |             |             |             |           |           |              |              |              |              |               |               |               |               |               |               |              |              |              |              |              |              |              |              |         |         |                 |                 |                 |                 |                 |                 |            |            |                           |                           |                           |                           |                           |                           |           |           |          |          |        |        |        |        |        |        |           |           |           |           |           |           |
|         |         |         |         |              |              |              |              |              |              |             |             |             |             |             |             |             |             |           |           |              |              |              |              |               |               |               |               |               |               |              |              |              |              |              |              |              |              |         |         |                 |                 |                 |                 |                 |                 |            |            |                           |                           |                           |                           |                           |                           |           |           |          |          |        |        |        |        |        |        |           |           |           |           |           |           |
|         |         |         |         |              |              |              |              |              |              |             |             |             |             |             |             |             |             |           |           |              |              |              |              |               |               |               |               |               |               |              |              |              |              |              |              |              |              |         |         |                 |                 |                 |                 |                 |                 |            |            |                           |                           |                           |                           |                           |                           |           |           |          |          |        |        |        |        |        |        |           |           |           |           |           |           |
|         |         |         |         |              |              |              |              |              |              |             |             |             |             |             |             |             |             |           |           |              |              |              |              |               |               |               |               |               |               |              |              |              |              |              |              |              |              |         |         |                 |                 |                 |                 |                 |                 |            |            |                           |                           |                           |                           |                           |                           |           |           |          |          |        |        |        |        |        |        |           |           |           |           |           |           |
|         |         |         |         |              |              |              |              |              |              |             |             | 2 Déianeira | 2 Déianeira | 2 Déianeira | 2 Déianeira | 2 Déianeira | 2 Déianeira |           |           | Héraklész    | Héraklész    | Héraklész    | Héraklész    | Héraklész     | Héraklész     |               |               | 1 Megara      | 1 Megara      | 1 Megara     | 1 Megara     | 1 Megara     | 1 Megara     |              |              | Iolaosz      | Iolaosz      | Iolaosz | Iolaosz | Iolaosz         | Iolaosz         |                 |                 |                 |                 |            |            |                           |                           |                           |                           |                           |                           |           |           |          |          |        |        |        |        |        |        |           |           |           |           |           |           |
|         |         |         |         |              |              |              |              |              |              |             |             | 2 Déianeira | 2 Déianeira | 2 Déianeira | 2 Déianeira | 2 Déianeira | 2 Déianeira |           |           | Héraklész    | Héraklész    | Héraklész    | Héraklész    | Héraklész     | Héraklész     |               |               | 1 Megara      | 1 Megara      | 1 Megara     | 1 Megara     | 1 Megara     | 1 Megara     |              |              | Iolaosz      | Iolaosz      | Iolaosz | Iolaosz | Iolaosz         | Iolaosz         |                 |                 |                 |                 |            |            |                           |                           |                           |                           |                           |                           |           |           |          |          |        |        |        |        |        |        |           |           |           |           |           |           |
|         |         |         |         |              |              |              |              |              |              |             |             |             |             |             |             |             |             |           |           |              |              |              |              |               |               |               |               |               |               |              |              |              |              |              |              |              |              |         |         |                 |                 |                 |                 |                 |                 |            |            |                           |                           |                           |                           |                           |                           |           |           |          |          |        |        |        |        |        |        |           |           |           |           |           |           |
|         |         |         |         |              |              |              |              |              |              |             |             |             |             |             |             |             |             |           |           |              |              |              |              |               |               |               |               |               |               |              |              |              |              |              |              |              |              |         |         |                 |                 |                 |                 |                 |                 |            |            |                           |                           |                           |                           |                           |                           |           |           |          |          |        |        |        |        |        |        |           |           |           |           |           |           |
|         |         |         |         |              |              |              |              |              |              |             |             |             |             |             |             |             |             |           |           | Thérimakhosz | Thérimakhosz | Thérimakhosz | Thérimakhosz | Thérimakhosz  | Thérimakhosz  |               |               | Kreontiadész  | Kreontiadész  | Kreontiadész | Kreontiadész | Kreontiadész | Kreontiadész |              |              | Déikoón      | Déikoón      | Déikoón | Déikoón | Déikoón         | Déikoón         |                 |                 |                 |                 |            |            |                           |                           |                           |                           |                           |                           |           |           |          |          |        |        |        |        |        |        |           |           |           |           |           |           |
|         |         |         |         |              |              |              |              |              |              |             |             |             |             |             |             |             |             |           |           | Thérimakhosz | Thérimakhosz | Thérimakhosz | Thérimakhosz | Thérimakhosz  | Thérimakhosz  |               |               | Kreontiadész  | Kreontiadész  | Kreontiadész | Kreontiadész | Kreontiadész | Kreontiadész |              |              | Déikoón      | Déikoón      | Déikoón | Déikoón | Déikoón         | Déikoón         |                 |                 |                 |                 |            |            |                           |                           |                           |                           |                           |                           |           |           |          |          |        |        |        |        |        |        |           |           |           |           |           |           |
|         |         |         |         |              |              |              |              |              |              |             |             |             |             |             |             |             |             |           |           |              |              |              |              |               |               |               |               |               |               |              |              |              |              |              |              |              |              |         |         |                 |                 |                 |                 |                 |                 |            |            |                           |                           |                           |                           |                           |                           |           |           |          |          |        |        |        |        |        |        |           |           |           |           |           |           |
|         |         |         |         |              |              |              |              |              |              |             |             | Hüllosz     | Hüllosz     | Hüllosz     | Hüllosz     | Hüllosz     | Hüllosz     |           |           | Ktészipposz  | Ktészipposz  | Ktészipposz  | Ktészipposz  | Ktészipposz   | Ktészipposz   |               |               | Glenosz       | Glenosz       | Glenosz      | Glenosz      | Glenosz      | Glenosz      |              |              | Onitész      | Onitész      | Onitész | Onitész | Onitész         | Onitész         |                 |                 | Makaria         | Makaria         | Makaria    | Makaria    | Makaria                   | Makaria                   |                           |                           |                           |                           |           |           |          |          |        |        |        |        |        |        |           |           |           |           |           |           |